# Ouranosaurus nigeriensis
Ouranosaurus nigeriensis es la única especie conocida del género Ouranosaurus (ber.+ gr. "reptil valiente de Níger") de dinosaurio iguanodontiano hadrosauroide, que vivió a mediados del período Cretácico, hace aproximadamente 110 millones de años durante el Aptiense, en lo que hoy es África. Encontrado en la Formación Echkar o El Rhaz, en los depósitos de Gadoufaouna, Agadez, Níger, en 1966 y fue nombrado en 1976 por el paleontólogo francés Philippe Taquet.  El nombre es una combinación de la palabra en árabe para "coraje" y el país del descubrimiento, ourane es también el nombre tuareg para el varano del desierto, y también se refieren a Urano (Οὐρανός, «(el) cielo» en griego antiguo), uno de los dioses primordiales griegos (protogenoi) y dios griego del cielo.

## Descripción

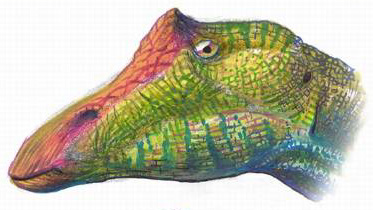
Restauración de la cabeza de Ouranosaurus

Ouranosaurus era un herbívoro, bípedo y facultativamente cuadrúpedo que medía unos 7 metros de longitud, y un peso de 4 toneladas. El paleontólogo estadounidense Gregory S. Paul sugirió un peso más ligero de 2,2 toneladas en 2010 aunque se le dio una longitud mayor de 8,3 metros. Bertozzo et al. sugirieron en 2017 que los especímenes de holotipo y paratipo pertenecían a subadultos, aunque habrían estado cerca del tamaño adulto. MSNVE 3714 tiene 6,5 metros de largo tal como está montado, aunque faltan algunas caudales, y tiene aproximadamente el 90% de la longitud del holotipo, que tendría 7,22 metros de largo. La variación entre los tamaños encaja dentro del rango de variación entre los individuos adultos de Iguanodon, por lo que existe la posibilidad de que el holotipo más grande y el paratipo más pequeño tengan el mismo estadio ontogenético.

### Cráneo
El cráneo de Ouranosaurus mide 67,0 centímetros de largo. Era bastante bajo, con 24,4 centímetros de ancho y solo 26,0 centímetros de alto. La parte superior del cráneo era plana, el punto más alto estaba justo enfrente de las órbitas y descendía hacia la base del cráneo y la punta del hocico. Esto hace que Ouranosaurus tenga el cráneo más alargado de todos los no hadrosáuridos, la longitud es 3.8 veces la altura máxima, aunque el cráneo es proporcionalmente más ancho que el de su pariente Mantellisaurus.
No presentaba dientes en la porción frontal de sus mandíbulas pero si un gran pico plano más grande que el de Iguanodon, pero tenía grandes "baterías" de dientes a ambos lados de las mandíbulas usados para masticar las plantas que recogía con su pico. Grandes mejillas musculares habrían evitado que la comida, hojas, frutas y semillas se le cayeran de la boca. Sin embargo, después de un diastema bastante grande con el pico, había grandes baterías de dientes de las mejillas a los lados de las mandíbulas: los espacios entre las coronas de los dientes se rellenaron con las puntas de una segunda generación de dientes de reemplazo, todo formando una superficie continua. . Contrariamente a la situación con algunas especies relacionadas, faltaba una tercera generación de dientes erupcionados. Había veintidós posiciones de dientes tanto en el maxilar inferior como en el superior, para un total de 88.

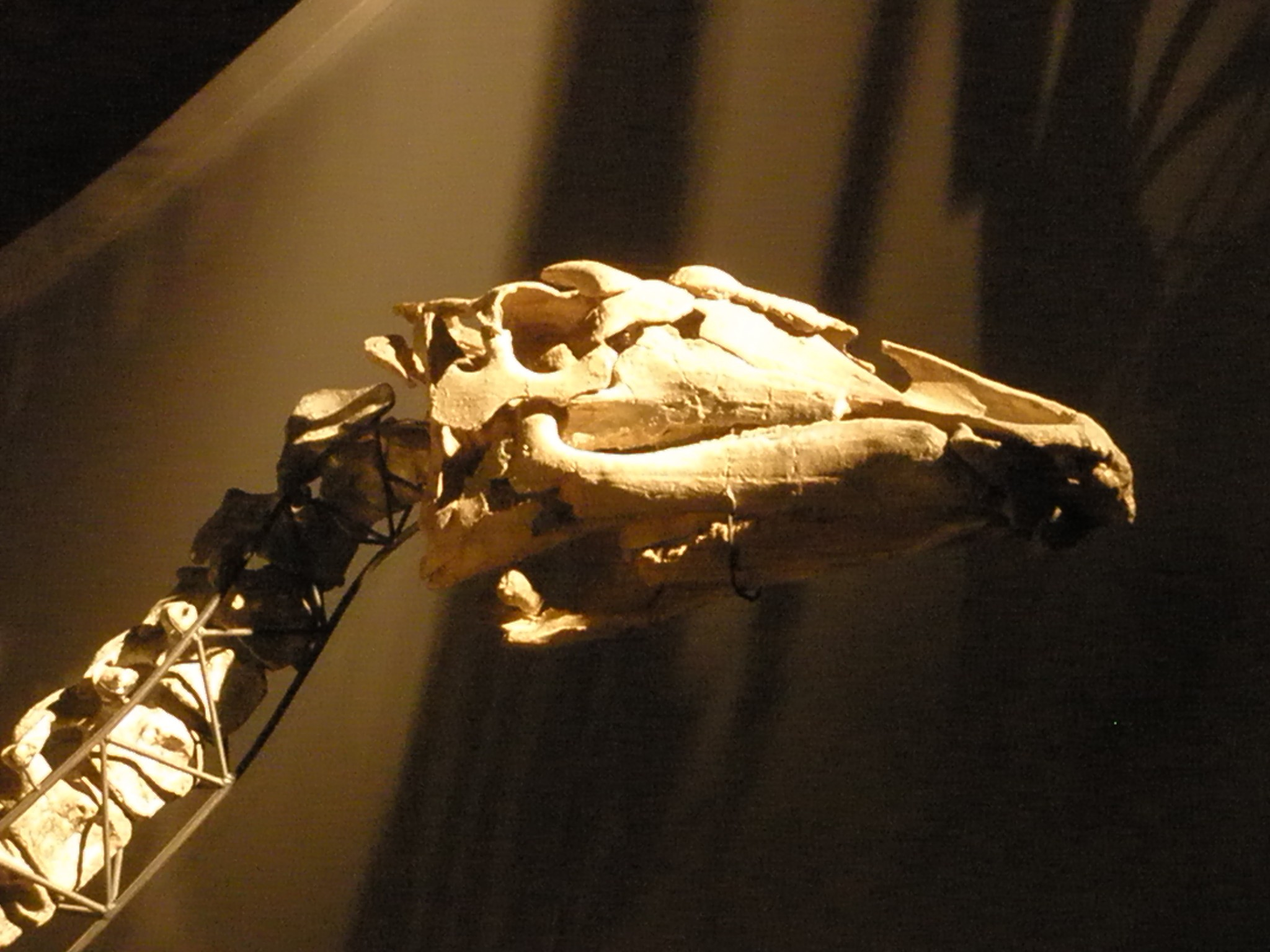
Cráneo del Ouranosaurus

Ouranosaurus tenía la fenestra temporal detrás de los ojos y un largo músculo capiti-mandibularis insertado en el proceso corónides de la mandíbula. Esto le proveyó una mayor área del inserción para los músculos de la quijada, permitiéndole una mordedura más fuerte. Un pequeño músculo, el depresor de la mandíbula, fue situado en la parte posterior del cráneo. El paso nasal era grande y colocado cerca del pico. Había un número de topetones que se distribuían desde la abertura nasal al techo del cráneo, su significación es desconocido, pero pudieron haber sido utilizados para las exhibiciones durante la socialización o el celo.

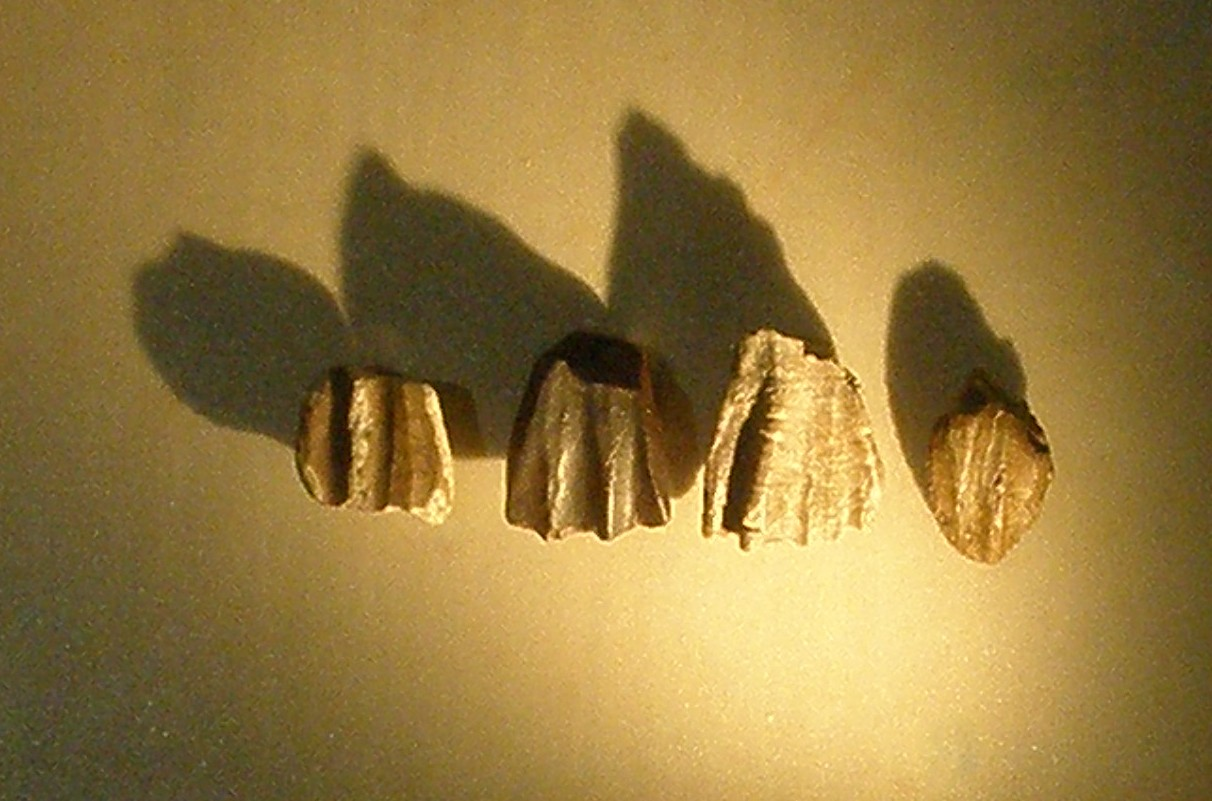
Dientes de Ouranosaurus

Los huesos del hocico están menos articulados entre sí que los huesos del cráneo posterior. Los premaxilares miden 46,0 centímetros de largo, con narinas externas muy profundas como en otros iguanodontianos. Anteriormente , los premaxilares se ensanchan suavemente lateralmente en una superficie rugosa en forma de pico, como otros iguanodontes, aunque diferentes de Iguanodon y similares a los hadrosáuridos, las fosas nasales son completamente visibles desde arriba. Ninguno de los premaxilares tiene dientes, aunque la punta muy anterior tiene "pseudo-dientes" formados por múltiples dentículos en el margen del hueso. Solo el maxilar derecho de Ouranosaurus es conocida. aunque está bien conservado formando un triángulo de 28,0 centímetros de largo y 11,7 centímetros de alto, mucho más alto proporcionalmente que Iguanodon. El maxilar tiene caras para la articulación con el premaxilar al frente, el lagrimal arriba, ectopterigoideo, vómer, palatino y posiblemente pterigoideo internamente y yugal en la parte posterior. El proceso lagrimal es el punto más alto del maxilar, y detrás de este proceso hay un margen suave y curvado para la fenestra anteorbital, que está delimitado por el maxilar por delante y por debajo, lagrimal arriba y yugal por detrás. El yugal se superpone solo al extremo posterior del maxilar, lo que a diferencia de los hadrosáuridos donde hay más superposición. El borde dentario del maxilar está ligeramente arqueado y por encima de la fila de dientes hay una depresión poco profunda que contiene orificios irrigación, también conocida como emarginación bucal que es un rasgo diagnóstico de Ornithischia. Se conservan 20 dientes en el maxilar, aunque el extremo anterior de la ceja está roto y Taquet (1976) predijo que el número total sería 22.
Muchos de los huesos centrales del cráneo tienen la misma forma que los de los hadrosáuridos o iguanodontianos relacionados como Iguanodon y Mantellisaurus. El yugal debajo y detrás de la órbita tiene la misma forma que en los hadrosáuridos, con un proceso posterior alto, y articulado con el cuadratoyugal y el cuadrante que también son muy similares a taxones más derivados. Como en otros ornitópodos , el postorbital es un hueso trirradiado que rodea los lados de la órbita, la fenestra infratemporal y la fenestra supratemporal . El contacto entre el postorbitario y el parietal excluye los frontales anchos y aplanados de la fenestra supratemporal. En Ouranosaurus y taxones relacionados, los prefrontales son pequeños y se articulan con el lagrimal ampliado y texturizado. Solo un único supraorbital estaba presente en Ouranosaurus, que se proyecta hacia la órbita por encima del ojo. Los huesos nasales de Ouranosaurus son únicos entre los ornitisquios. Los huesos no están fusionados, lo que sugiere movilidad, y en sus extremos en la parte superior del cráneo hay cúpulas redondeadas, que Taquet en 1976 describió como "protuberancias nasales" distintas y rugosas.

### Esqueleto axial

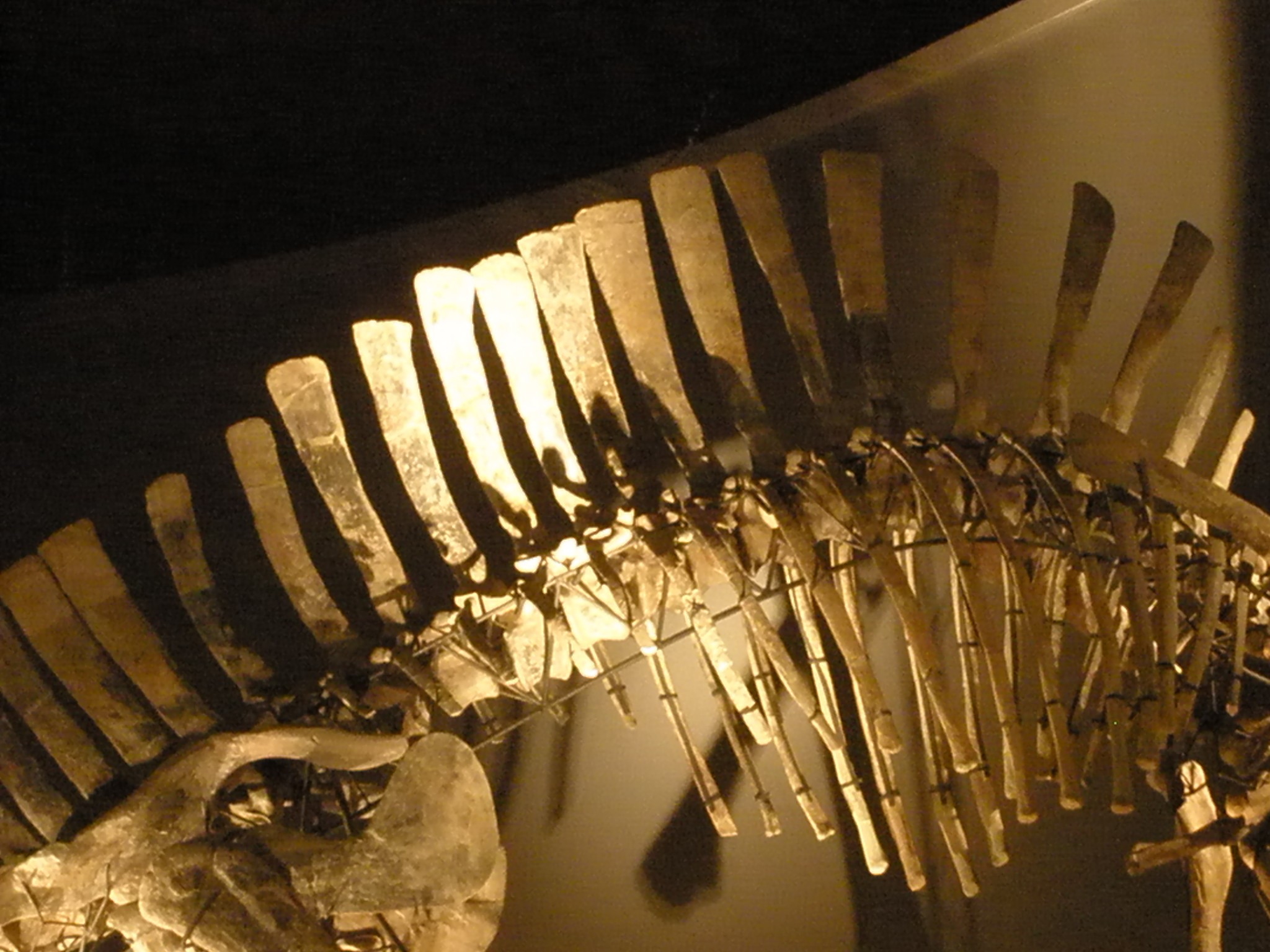
Vértebra dorsal de Ouranosaurus

La columna axial constaba de once vértebras del cuello, diecisiete vértebras dorsales, seis vértebras sacras y cuarenta vértebras de la cola. La cola era relativamente corta. La característica más conspicua de Ouranosaurus es una gran "vela" en su espalda, sostenida por espinas neurales largas y anchas, que abarca toda su rabadilla y cola, parecida a la de Spinosaurus, un conocido dinosaurio carnívoro también conocido del norte de África. Estas altas espinas neurales no se parecían mucho a las de los lomos de vela como Dimetrodon del período Pérmico. Las espinas de soporte en una vela se vuelven más delgadas distalmente, mientras que en Ouranosaurus las espinas en realidad se vuelven más gruesas distalmente y se aplanan. Las espinas posteriores también estaban unidas por tendones osificados, que endurecían la espalda. Finalmente, la longitud de la columna alcanza su punto máximo sobre las extremidades anteriores.
Se desconocen las primeras cuatro vértebras dorsales, la quinta ya tiene una espina de 32 centímetros de largo que es puntiaguda y ligeramente en forma de gancho. Taquet supuso que podría haber anclado un tendón para sostener el cuello o el cráneo. Las espinas décima, undécima y duodécima son las más largas, con unos 63 centímetros. La última espina dorsal, la decimoséptima, tiene un borde posterior estriado, en el que se bloquea la esquina anterior de la espina dorsal inferior de la primera vértebra sacra. Las espinas sobre las seis vértebras sacras son marcadamente más bajas, pero las de la base de la cola vuelven a ser más largas; hacia el final de la cola, las espinas se acortan gradualmente.
La "vela" dorsal se suele explicar como un sistema de termorregulación o una estructura de visualización. Una hipótesis alternativa es que la espalda podría haber tenido una joroba compuesta de tejido muscular o grasa, parecida a la de un bisonte o un camello, en lugar de una vela. Podría haberse utilizado para el almacenamiento de energía para sobrevivir a una temporada de escasez.

### Miembros superiores

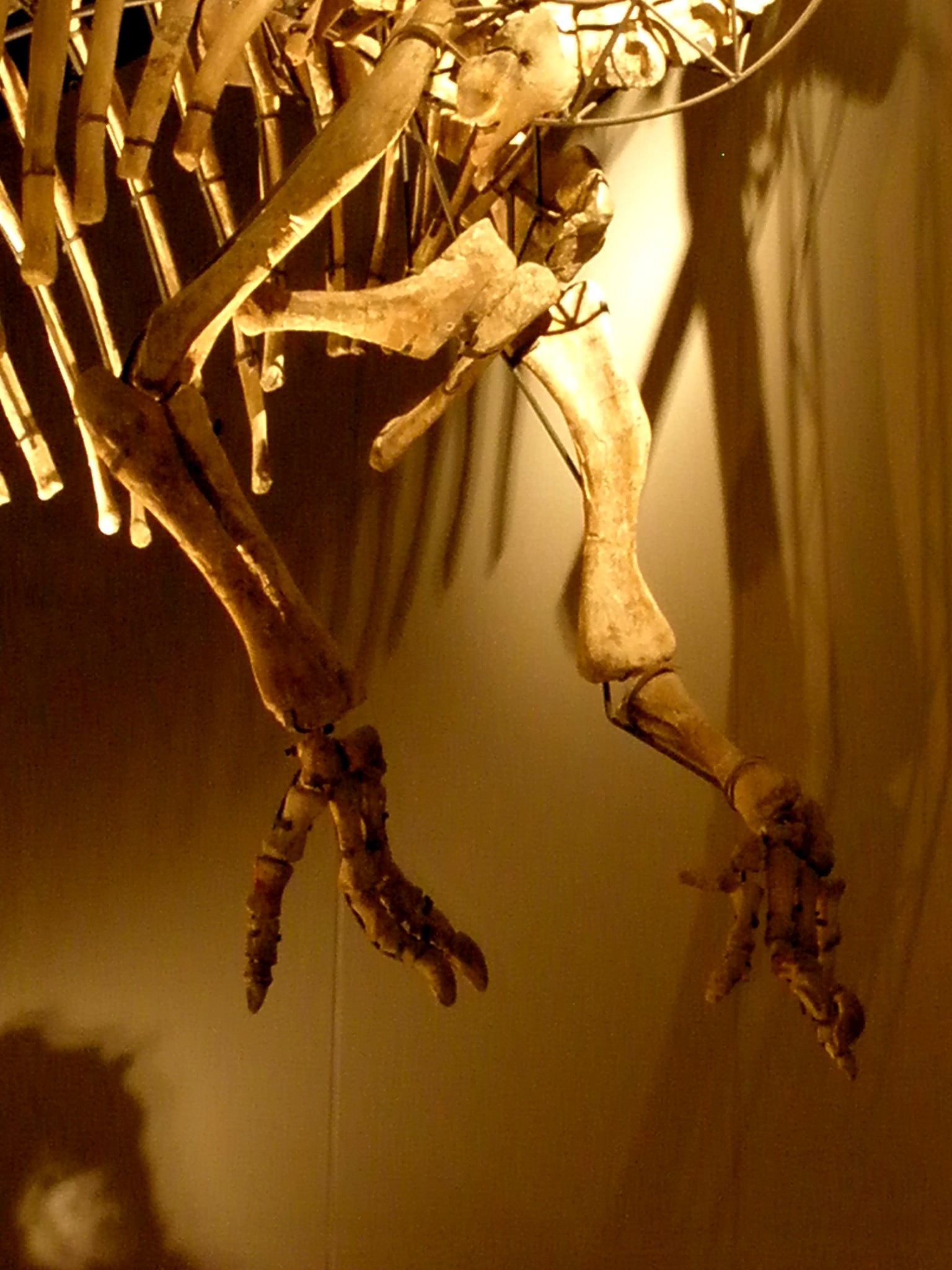
Brazos de Ouranosaurus

Las extremidades anteriores eran bastante largas con el 55% de la longitud de las extremidades posteriores. Habría sido posible una postura cuadrúpeda. El húmero estaba muy recto. La mano era de complexión ligera, baja y ancha. En cada mano Ouranosaurus poseía una garra del pulgar en forma de espolón, que era mucho más pequeño que el de Iguanodon. Los dedos segundo y tercero eran anchos y parecían cascos , y anatómicamente eran buenos para caminar. Para apoyar la hipótesis de la marcha, la muñeca era grande y los huesos que la componían estaban fusionados para evitar su dislocación. El último dígito, el número 5, era largo. En las especies relacionadas, se presume que el quinto dedo era prensil, se usaba para recoger alimentos como hojas y ramitas o para ayudar a bajar la comida bajando la rama a una altura manejable. Taquet asumió que con Ouranosaurus esta función se había perdido porque el quinto metacarpiano, reducido a un espolón, ya no podía dirigirse hacia los lados.

### Miembros posteriores
Sus miembros posteriores eran largos y sólidos para soportar el peso del cuerpo. El fémur era tan largo como la tibia, y el pie era pequeño con tres dedos. Esto indica que era usado como un pilar para soportar el peso, no para correr, pero si tenía que hacerlo lo haría sobre sus patas traseras. Las patas traseras eran grandes y robustas para acomodar el peso del cuerpo y lo suficientemente fuertes como para permitir una caminata bípeda. El fémur era un poco más largo que la tibia. Esto puede indicar que las piernas se usaron como pilares y no para correr. Taquet concluyó que Ouranosaurus no era un buen corredor porque el cuarto trocánter, el punto de unión de los grandes músculos retractores conectados a la base de la cola, estaba poco desarrollado. El pie era estrecho con solo tres dedos y relativamente largo. En la pelvis, el prepubis era muy grande, redondeado y dirigido oblicuamente hacia arriba. Al igual que en Spinosaurus, un terópodo de aproximadamente la misma época y lugar, y el Dimetrodon del Pérmico,  Ouranosaurus se lo suele representar con una gran "vela" de piel en su espalda, soportada por largas espinas dorsales, que recorrían toda su espalda y parte de la cola. Esta vela pudo haber sido usada para controlar su temperatura.
De hecho, las altas espinas vertebrales no se asemejan a las de la vela de Dimetrodon. Las espinas que soportan velas, suelen ser más delgadas en la punta, pero en Ouranosaurus espinas se velven más gruesas distalmente. Las espinas dorsales también estaban unidas por los tendones, que atiesaron la parte posterior de la espalda. Finalmente, la longitud de la espina dorsal es más alta sobre los miembros anteriores. Todas estas características indican que el dinosaurio pudo haber tenido una joroba, similar a las del bisonte o camello más que una vela. Esta habría podido ser utilizado como fuente de reservas durante las épocas de escasez.

## Descubrimiento e investigación
Se llevaron a cabo cinco expediciones paleontológicas francesas en la región de Gadoufaoua del desierto del Sahara en Níger entre 1965 y 1972 y dirigidas por el paleontólogo francés Philippe Taquet. Estos depósitos provienen de GAD 5, una capa en la Formación Elrhaz superior del Grupo Tégama, que se depositó durante la etapa Aptiense del Cretácico Temprano. En la primera expedición, que duró de enero a febrero de 1965, ocho iguanodontes se descubrieron especímenes en el sitio "niveau des Innocents", al este de los pozos de Emechedoui. Se descubrieron otros dos esqueletos a 7 kilómetros al sureste de Elrhaz, en la localidad "Camp des deux Arbres", a los que se les asignaron los números de campo GDF 300 y GDI 381. Ambos fueron recolectados en la expedición de febrero a abril de 1996, el primero incluyendo un esqueleto casi completo pero disperso, y este último un esqueleto que se conservó en dos tercios. Los esqueletos de 1967 fueron llevados al Muséum National d'Histoire Naturelle de París, donde fueron preparados. GDF 381 fue recategorizado con el número MNHN GDF 1700 y luego descrito en 1999 como el holotipo del nuevo taxón Lurdusaurus arenatus. Si bien la tercera expedición no encontró material adicional de iguanodóntidos, la cuarta en enero-marzo de 1970 descubrió un esqueleto casi completo y parcialmente articulado que carecía del cráneo, 4 kilómetros al sur del sitio "niveau des Innocents", y también se le dio el número de campo GDF 381. Este espécimen fue recolectado y llevado al Museo Nacional de Historia Natural de Francia por la quinta expedición en 1972. Tras una posterior expedición italo-francesa dirigida por Taquet y el paleontólogo italiano Giancarlo Ligabue que arrojó un posible espécimen de iguanodóntido adicional, Ligabue se ofreció a donar el espécimen casi completo y un cráneo de Sarcosuchus al Ayuntamiento de Venecia, que aceptó la oferta y posteriormente montó el esqueleto en 1975 en el Museo di Storia Naturale di Venezia.
Taquet describió formalmente los dos especímenes en su mayoría completos MNHN GDF 300 y MNHN GDF 381 de la primera y cuarta expediciones como Ouranosaurus nigeriensis en 1976 , junto con un coracoide y fémur referidos que llevaban los números MNHN GDF 301 y MNHN GDF 302 respectivamente. MNHN GDF 300 se hizo el holotipo y fue el espécimen primario descrito, incluido un cráneo semi-articulado que carece de maxilar izquierdo, cuadratoyugal derecho y articulares, casi toda la columna vertebral, extremidades anteriores que carecen de algunos huesos de la mano y la mayor parte del derecho. extremidad posterior y algunos huesos de la izquierda. La descripción adicional de los huesos no conservados en el holotipo se basó en el MNHN GDF 381 de Taquet, que no se mencionó como enviado a Venecia y renumerado como MSNVE 3714, aunque esto fue confirmado por el paleontólogo belga Filippo Bertozzo y sus colegas en 2017. El holotipo en sí fue devuelto a Níger después de haber sido descrito y de que sus huesos fueran moldeados y montados, y ahora se exhibe en el Musée National Boubou Hama en Niamey. El nombre genérico Ouranosaurus tiene un doble significado, tanto del árabe que significa "valor", "coraje" o "imprudencia" y también del idioma tuareg local de Níger, pa el varano del desierto El nombre específico se refiere a Níger, el país del descubrimiento. Taquet había utilizado el nombre "Ouranosaurus nigeriensis" anteriormente, primero en una presentación pública del esqueleto MNHN GDF 300 en julio de 1972, luego en septiembre de 1972 en un artículo de noticias y nuevamente en diciembre de 1972 en un libro; solo el libro tenía imágenes asociadas con el nombre, y ninguna de las menciones anteriores tenía un diagnóstico para que el nombre fuera válido.

## Clasificación
A pesar de algunas similitudes con Iguanodon como la púa en el pulgar, Ouranosaurus ya no es más situado dentro de Iguanodontidae, como en un principio, siendo ese un grupo hoy considerado como parafilético. Es ubicado dentro del clado Hadrosauroidea, que contiene a los verdaderos hadrosáuridos, los "dinosaurios pico de pato" que abundaron a finales del Cretácico y a sus parientes cercanos. Ouranosaurus parece haber sido una temprana rama especializada en este grupo. Taquet originalmente asignó a Ouranosaurus a Iguanodontidae , dentro del grupo mayor Iguanodontia. Sin embargo, aunque comparte algunas similitudes con Iguanodon, como una púa del pulgar, Ouranosaurus ya no se coloca generalmente en la familia de los iguanodóntidos, un grupo que ahora se considera generalmente parafilético, una serie de vástagos posteriores de la línea madre principal de la  evolución de los iguandóntidos. En cambio, se coloca en el clado Hadrosauriformes, estrechamente relacionado con Hadrosauroidea , que contiene Hadrosauridae, también conocidos como "dinosaurios con pico de pato" y sus parientes más cercanos. Ouranosaurus parece representar una rama especializada temprana en este grupo, mostrando en algunos rasgos una convergencia independiente con los hadrosáuridos. Por tanto, es un hadrosauriforme basal.

### Filogenia
El cladograma simplificado mosstrado a continuación, sigue un análisis de Andrew McDonald y sus colegas, publicado en noviembre de 2010 con información de McDonald, 2011.

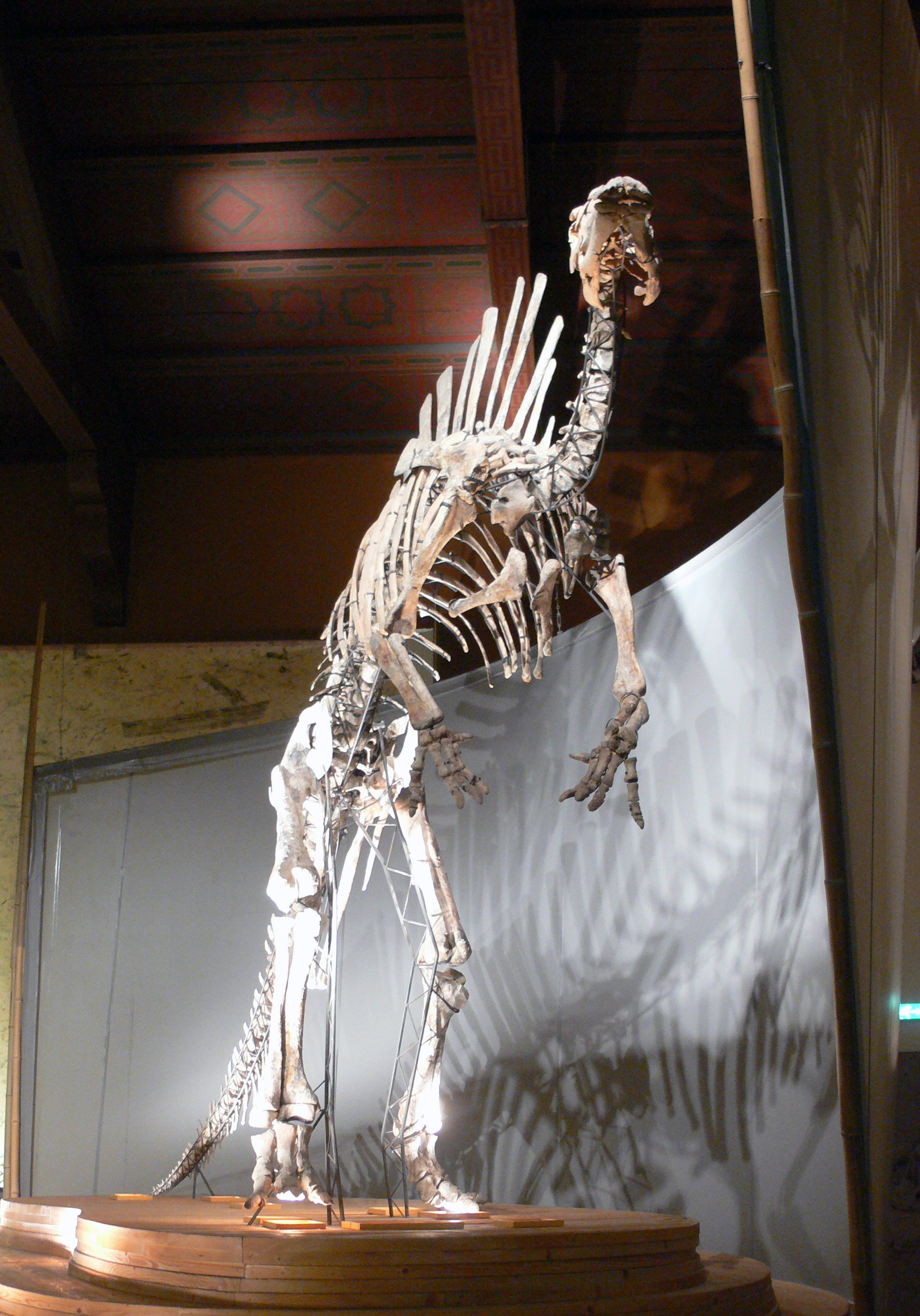
Paratipo MSNVE 3714 en vista frontal.

|  | Hippodraco    |
|  |               |
|  | Theiophytalia |
|  |               |

|                  | Cedrorestes |
|                  | |
|                  | Dakotadon |
|                  | |
|                  | Iguanacolossus |
|                  | |
|                  | Lanzhousaurus |
|                  | |
| Hadrosauriformes | \| \| Iguanodon \| \| \| \| \| \| Mantellisaurus \| \| \| \| \| \| Ouranosaurus \| \| \| \| \| \| Hadrosauroidea \| \| \| \| |
|                  | \| \| Iguanodon \| \| \| \| \| \| Mantellisaurus \| \| \| \| \| \| Ouranosaurus \| \| \| \| \| \| Hadrosauroidea \| \| \| \| |
|                  | Iguanodon |
|                  | |
|                  | Mantellisaurus |
|                  | |
|                  | Ouranosaurus |
|                  | |
|                  | Hadrosauroidea |
|                  | |

|  | Iguanodon      |
|  |                |
|  | Mantellisaurus |
|  |                |
|  | Ouranosaurus   |
|  |                |
|  | Hadrosauroidea |
|  |                |

|  | Hippodraco    |
|  |               |
|  | Theiophytalia |
|  |               |

|                  | Cedrorestes |
|                  | |
|                  | Dakotadon |
|                  | |
|                  | Iguanacolossus |
|                  | |
|                  | Lanzhousaurus |
|                  | |
| Hadrosauriformes | \| \| Iguanodon \| \| \| \| \| \| Mantellisaurus \| \| \| \| \| \| Ouranosaurus \| \| \| \| \| \| Hadrosauroidea \| \| \| \| |
|                  | \| \| Iguanodon \| \| \| \| \| \| Mantellisaurus \| \| \| \| \| \| Ouranosaurus \| \| \| \| \| \| Hadrosauroidea \| \| \| \| |
|                  | Iguanodon |
|                  | |
|                  | Mantellisaurus |
|                  | |
|                  | Ouranosaurus |
|                  | |
|                  | Hadrosauroidea |
|                  | |

|  | Iguanodon      |
|  |                |
|  | Mantellisaurus |
|  |                |
|  | Ouranosaurus   |
|  |                |
|  | Hadrosauroidea |
|  |                |

|  | Hippodraco    |
|  |               |
|  | Theiophytalia |
|  |               |

|                  | Cedrorestes |
|                  | |
|                  | Dakotadon |
|                  | |
|                  | Iguanacolossus |
|                  | |
|                  | Lanzhousaurus |
|                  | |
| Hadrosauriformes | \| \| Iguanodon \| \| \| \| \| \| Mantellisaurus \| \| \| \| \| \| Ouranosaurus \| \| \| \| \| \| Hadrosauroidea \| \| \| \| |
|                  | \| \| Iguanodon \| \| \| \| \| \| Mantellisaurus \| \| \| \| \| \| Ouranosaurus \| \| \| \| \| \| Hadrosauroidea \| \| \| \| |
|                  | Iguanodon |
|                  | |
|                  | Mantellisaurus |
|                  | |
|                  | Ouranosaurus |
|                  | |
|                  | Hadrosauroidea |
|                  | |

|  | Iguanodon      |
|  |                |
|  | Mantellisaurus |
|  |                |
|  | Ouranosaurus   |
|  |                |
|  | Hadrosauroidea |
|  |                |

|  | Hippodraco    |
|  |               |
|  | Theiophytalia |
|  |               |

|                  | Cedrorestes |
|                  | |
|                  | Dakotadon |
|                  | |
|                  | Iguanacolossus |
|                  | |
|                  | Lanzhousaurus |
|                  | |
| Hadrosauriformes | \| \| Iguanodon \| \| \| \| \| \| Mantellisaurus \| \| \| \| \| \| Ouranosaurus \| \| \| \| \| \| Hadrosauroidea \| \| \| \| |
|                  | \| \| Iguanodon \| \| \| \| \| \| Mantellisaurus \| \| \| \| \| \| Ouranosaurus \| \| \| \| \| \| Hadrosauroidea \| \| \| \| |
|                  | Iguanodon |
|                  | |
|                  | Mantellisaurus |
|                  | |
|                  | Ouranosaurus |
|                  | |
|                  | Hadrosauroidea |
|                  | |

|  | Iguanodon      |
|  |                |
|  | Mantellisaurus |
|  |                |
|  | Ouranosaurus   |
|  |                |
|  | Hadrosauroidea |
|  |                |

|  | Hippodraco    |
|  |               |
|  | Theiophytalia |
|  |               |

|                  | Cedrorestes |
|                  | |
|                  | Dakotadon |
|                  | |
|                  | Iguanacolossus |
|                  | |
|                  | Lanzhousaurus |
|                  | |
| Hadrosauriformes | \| \| Iguanodon \| \| \| \| \| \| Mantellisaurus \| \| \| \| \| \| Ouranosaurus \| \| \| \| \| \| Hadrosauroidea \| \| \| \| |
|                  | \| \| Iguanodon \| \| \| \| \| \| Mantellisaurus \| \| \| \| \| \| Ouranosaurus \| \| \| \| \| \| Hadrosauroidea \| \| \| \| |
|                  | Iguanodon |
|                  | |
|                  | Mantellisaurus |
|                  | |
|                  | Ouranosaurus |
|                  | |
|                  | Hadrosauroidea |
|                  | |

|  | Iguanodon      |
|  |                |
|  | Mantellisaurus |
|  |                |
|  | Ouranosaurus   |
|  |                |
|  | Hadrosauroidea |
|  |                |

|  | Hippodraco    |
|  |               |
|  | Theiophytalia |
|  |               |

|                  | Cedrorestes |
|                  | |
|                  | Dakotadon |
|                  | |
|                  | Iguanacolossus |
|                  | |
|                  | Lanzhousaurus |
|                  | |
| Hadrosauriformes | \| \| Iguanodon \| \| \| \| \| \| Mantellisaurus \| \| \| \| \| \| Ouranosaurus \| \| \| \| \| \| Hadrosauroidea \| \| \| \| |
|                  | \| \| Iguanodon \| \| \| \| \| \| Mantellisaurus \| \| \| \| \| \| Ouranosaurus \| \| \| \| \| \| Hadrosauroidea \| \| \| \| |
|                  | Iguanodon |
|                  | |
|                  | Mantellisaurus |
|                  | |
|                  | Ouranosaurus |
|                  | |
|                  | Hadrosauroidea |
|                  | |

|  | Iguanodon      |
|  |                |
|  | Mantellisaurus |
|  |                |
|  | Ouranosaurus   |
|  |                |
|  | Hadrosauroidea |
|  |                |

|  | Hippodraco    |
|  |               |
|  | Theiophytalia |
|  |               |

|                  | Cedrorestes |
|                  | |
|                  | Dakotadon |
|                  | |
|                  | Iguanacolossus |
|                  | |
|                  | Lanzhousaurus |
|                  | |
| Hadrosauriformes | \| \| Iguanodon \| \| \| \| \| \| Mantellisaurus \| \| \| \| \| \| Ouranosaurus \| \| \| \| \| \| Hadrosauroidea \| \| \| \| |
|                  | \| \| Iguanodon \| \| \| \| \| \| Mantellisaurus \| \| \| \| \| \| Ouranosaurus \| \| \| \| \| \| Hadrosauroidea \| \| \| \| |
|                  | Iguanodon |
|                  | |
|                  | Mantellisaurus |
|                  | |
|                  | Ouranosaurus |
|                  | |
|                  | Hadrosauroidea |
|                  | |

|  | Iguanodon      |
|  |                |
|  | Mantellisaurus |
|  |                |
|  | Ouranosaurus   |
|  |                |
|  | Hadrosauroidea |
|  |                |

|  | Hippodraco    |
|  |               |
|  | Theiophytalia |
|  |               |

|                  | Cedrorestes |
|                  | |
|                  | Dakotadon |
|                  | |
|                  | Iguanacolossus |
|                  | |
|                  | Lanzhousaurus |
|                  | |
| Hadrosauriformes | \| \| Iguanodon \| \| \| \| \| \| Mantellisaurus \| \| \| \| \| \| Ouranosaurus \| \| \| \| \| \| Hadrosauroidea \| \| \| \| |
|                  | \| \| Iguanodon \| \| \| \| \| \| Mantellisaurus \| \| \| \| \| \| Ouranosaurus \| \| \| \| \| \| Hadrosauroidea \| \| \| \| |
|                  | Iguanodon |
|                  | |
|                  | Mantellisaurus |
|                  | |
|                  | Ouranosaurus |
|                  | |
|                  | Hadrosauroidea |
|                  | |

|  | Iguanodon      |
|  |                |
|  | Mantellisaurus |
|  |                |
|  | Ouranosaurus   |
|  |                |
|  | Hadrosauroidea |
|  |                |

|  | Hippodraco    |
|  |               |
|  | Theiophytalia |
|  |               |

|                  | Cedrorestes |
|                  | |
|                  | Dakotadon |
|                  | |
|                  | Iguanacolossus |
|                  | |
|                  | Lanzhousaurus |
|                  | |
| Hadrosauriformes | \| \| Iguanodon \| \| \| \| \| \| Mantellisaurus \| \| \| \| \| \| Ouranosaurus \| \| \| \| \| \| Hadrosauroidea \| \| \| \| |
|                  | \| \| Iguanodon \| \| \| \| \| \| Mantellisaurus \| \| \| \| \| \| Ouranosaurus \| \| \| \| \| \| Hadrosauroidea \| \| \| \| |
|                  | Iguanodon |
|                  | |
|                  | Mantellisaurus |
|                  | |
|                  | Ouranosaurus |
|                  | |
|                  | Hadrosauroidea |
|                  | |

|  | Iguanodon      |
|  |                |
|  | Mantellisaurus |
|  |                |
|  | Ouranosaurus   |
|  |                |
|  | Hadrosauroidea |
|  |                |

|  | Hippodraco    |
|  |               |
|  | Theiophytalia |
|  |               |

|                  | Cedrorestes |
|                  | |
|                  | Dakotadon |
|                  | |
|                  | Iguanacolossus |
|                  | |
|                  | Lanzhousaurus |
|                  | |
| Hadrosauriformes | \| \| Iguanodon \| \| \| \| \| \| Mantellisaurus \| \| \| \| \| \| Ouranosaurus \| \| \| \| \| \| Hadrosauroidea \| \| \| \| |
|                  | \| \| Iguanodon \| \| \| \| \| \| Mantellisaurus \| \| \| \| \| \| Ouranosaurus \| \| \| \| \| \| Hadrosauroidea \| \| \| \| |
|                  | Iguanodon |
|                  | |
|                  | Mantellisaurus |
|                  | |
|                  | Ouranosaurus |
|                  | |
|                  | Hadrosauroidea |
|                  | |

|  | Iguanodon      |
|  |                |
|  | Mantellisaurus |
|  |                |
|  | Ouranosaurus   |
|  |                |
|  | Hadrosauroidea |
|  |                |

|  | Hippodraco    |
|  |               |
|  | Theiophytalia |
|  |               |

|                  | Cedrorestes |
|                  | |
|                  | Dakotadon |
|                  | |
|                  | Iguanacolossus |
|                  | |
|                  | Lanzhousaurus |
|                  | |
| Hadrosauriformes | \| \| Iguanodon \| \| \| \| \| \| Mantellisaurus \| \| \| \| \| \| Ouranosaurus \| \| \| \| \| \| Hadrosauroidea \| \| \| \| |
|                  | \| \| Iguanodon \| \| \| \| \| \| Mantellisaurus \| \| \| \| \| \| Ouranosaurus \| \| \| \| \| \| Hadrosauroidea \| \| \| \| |
|                  | Iguanodon |
|                  | |
|                  | Mantellisaurus |
|                  | |
|                  | Ouranosaurus |
|                  | |
|                  | Hadrosauroidea |
|                  | |

|  | Iguanodon      |
|  |                |
|  | Mantellisaurus |
|  |                |
|  | Ouranosaurus   |
|  |                |
|  | Hadrosauroidea |
|  |                |

|  | Hippodraco    |
|  |               |
|  | Theiophytalia |
|  |               |

|                  | Cedrorestes |
|                  | |
|                  | Dakotadon |
|                  | |
|                  | Iguanacolossus |
|                  | |
|                  | Lanzhousaurus |
|                  | |
| Hadrosauriformes | \| \| Iguanodon \| \| \| \| \| \| Mantellisaurus \| \| \| \| \| \| Ouranosaurus \| \| \| \| \| \| Hadrosauroidea \| \| \| \| |
|                  | \| \| Iguanodon \| \| \| \| \| \| Mantellisaurus \| \| \| \| \| \| Ouranosaurus \| \| \| \| \| \| Hadrosauroidea \| \| \| \| |
|                  | Iguanodon |
|                  | |
|                  | Mantellisaurus |
|                  | |
|                  | Ouranosaurus |
|                  | |
|                  | Hadrosauroidea |
|                  | |

|  | Iguanodon      |
|  |                |
|  | Mantellisaurus |
|  |                |
|  | Ouranosaurus   |
|  |                |
|  | Hadrosauroidea |
|  |                |

|  | Hippodraco    |
|  |               |
|  | Theiophytalia |
|  |               |

|                  | Cedrorestes |
|                  | |
|                  | Dakotadon |
|                  | |
|                  | Iguanacolossus |
|                  | |
|                  | Lanzhousaurus |
|                  | |
| Hadrosauriformes | \| \| Iguanodon \| \| \| \| \| \| Mantellisaurus \| \| \| \| \| \| Ouranosaurus \| \| \| \| \| \| Hadrosauroidea \| \| \| \| |
|                  | \| \| Iguanodon \| \| \| \| \| \| Mantellisaurus \| \| \| \| \| \| Ouranosaurus \| \| \| \| \| \| Hadrosauroidea \| \| \| \| |
|                  | Iguanodon |
|                  | |
|                  | Mantellisaurus |
|                  | |
|                  | Ouranosaurus |
|                  | |
|                  | Hadrosauroidea |
|                  | |

|  | Iguanodon      |
|  |                |
|  | Mantellisaurus |
|  |                |
|  | Ouranosaurus   |
|  |                |
|  | Hadrosauroidea |
|  |                |

|  | Hippodraco    |
|  |               |
|  | Theiophytalia |
|  |               |

|                  | Cedrorestes |
|                  | |
|                  | Dakotadon |
|                  | |
|                  | Iguanacolossus |
|                  | |
|                  | Lanzhousaurus |
|                  | |
| Hadrosauriformes | \| \| Iguanodon \| \| \| \| \| \| Mantellisaurus \| \| \| \| \| \| Ouranosaurus \| \| \| \| \| \| Hadrosauroidea \| \| \| \| |
|                  | \| \| Iguanodon \| \| \| \| \| \| Mantellisaurus \| \| \| \| \| \| Ouranosaurus \| \| \| \| \| \| Hadrosauroidea \| \| \| \| |
|                  | Iguanodon |
|                  | |
|                  | Mantellisaurus |
|                  | |
|                  | Ouranosaurus |
|                  | |
|                  | Hadrosauroidea |
|                  | |

|  | Iguanodon      |
|  |                |
|  | Mantellisaurus |
|  |                |
|  | Ouranosaurus   |
|  |                |
|  | Hadrosauroidea |
|  |                |

|  | Hippodraco    |
|  |               |
|  | Theiophytalia |
|  |               |

|                  | Cedrorestes |
|                  | |
|                  | Dakotadon |
|                  | |
|                  | Iguanacolossus |
|                  | |
|                  | Lanzhousaurus |
|                  | |
| Hadrosauriformes | \| \| Iguanodon \| \| \| \| \| \| Mantellisaurus \| \| \| \| \| \| Ouranosaurus \| \| \| \| \| \| Hadrosauroidea \| \| \| \| |
|                  | \| \| Iguanodon \| \| \| \| \| \| Mantellisaurus \| \| \| \| \| \| Ouranosaurus \| \| \| \| \| \| Hadrosauroidea \| \| \| \| |
|                  | Iguanodon |
|                  | |
|                  | Mantellisaurus |
|                  | |
|                  | Ouranosaurus |
|                  | |
|                  | Hadrosauroidea |
|                  | |

|  | Iguanodon      |
|  |                |
|  | Mantellisaurus |
|  |                |
|  | Ouranosaurus   |
|  |                |
|  | Hadrosauroidea |
|  |                |

|  | Hippodraco    |
|  |               |
|  | Theiophytalia |
|  |               |

|                  | Cedrorestes |
|                  | |
|                  | Dakotadon |
|                  | |
|                  | Iguanacolossus |
|                  | |
|                  | Lanzhousaurus |
|                  | |
| Hadrosauriformes | \| \| Iguanodon \| \| \| \| \| \| Mantellisaurus \| \| \| \| \| \| Ouranosaurus \| \| \| \| \| \| Hadrosauroidea \| \| \| \| |
|                  | \| \| Iguanodon \| \| \| \| \| \| Mantellisaurus \| \| \| \| \| \| Ouranosaurus \| \| \| \| \| \| Hadrosauroidea \| \| \| \| |
|                  | Iguanodon |
|                  | |
|                  | Mantellisaurus |
|                  | |
|                  | Ouranosaurus |
|                  | |
|                  | Hadrosauroidea |
|                  | |

|  | Iguanodon      |
|  |                |
|  | Mantellisaurus |
|  |                |
|  | Ouranosaurus   |
|  |                |
|  | Hadrosauroidea |
|  |                |

|  | Hippodraco    |
|  |               |
|  | Theiophytalia |
|  |               |

|                  | Cedrorestes |
|                  | |
|                  | Dakotadon |
|                  | |
|                  | Iguanacolossus |
|                  | |
|                  | Lanzhousaurus |
|                  | |
| Hadrosauriformes | \| \| Iguanodon \| \| \| \| \| \| Mantellisaurus \| \| \| \| \| \| Ouranosaurus \| \| \| \| \| \| Hadrosauroidea \| \| \| \| |
|                  | \| \| Iguanodon \| \| \| \| \| \| Mantellisaurus \| \| \| \| \| \| Ouranosaurus \| \| \| \| \| \| Hadrosauroidea \| \| \| \| |
|                  | Iguanodon |
|                  | |
|                  | Mantellisaurus |
|                  | |
|                  | Ouranosaurus |
|                  | |
|                  | Hadrosauroidea |
|                  | |

|  | Iguanodon      |
|  |                |
|  | Mantellisaurus |
|  |                |
|  | Ouranosaurus   |
|  |                |
|  | Hadrosauroidea |
|  |                |

|  | Hippodraco    |
|  |               |
|  | Theiophytalia |
|  |               |

|                  | Cedrorestes |
|                  | |
|                  | Dakotadon |
|                  | |
|                  | Iguanacolossus |
|                  | |
|                  | Lanzhousaurus |
|                  | |
| Hadrosauriformes | \| \| Iguanodon \| \| \| \| \| \| Mantellisaurus \| \| \| \| \| \| Ouranosaurus \| \| \| \| \| \| Hadrosauroidea \| \| \| \| |
|                  | \| \| Iguanodon \| \| \| \| \| \| Mantellisaurus \| \| \| \| \| \| Ouranosaurus \| \| \| \| \| \| Hadrosauroidea \| \| \| \| |
|                  | Iguanodon |
|                  | |
|                  | Mantellisaurus |
|                  | |
|                  | Ouranosaurus |
|                  | |
|                  | Hadrosauroidea |
|                  | |

|  | Iguanodon      |
|  |                |
|  | Mantellisaurus |
|  |                |
|  | Ouranosaurus   |
|  |                |
|  | Hadrosauroidea |
|  |                |

|  | Hippodraco    |
|  |               |
|  | Theiophytalia |
|  |               |

|                  | Cedrorestes |
|                  | |
|                  | Dakotadon |
|                  | |
|                  | Iguanacolossus |
|                  | |
|                  | Lanzhousaurus |
|                  | |
| Hadrosauriformes | \| \| Iguanodon \| \| \| \| \| \| Mantellisaurus \| \| \| \| \| \| Ouranosaurus \| \| \| \| \| \| Hadrosauroidea \| \| \| \| |
|                  | \| \| Iguanodon \| \| \| \| \| \| Mantellisaurus \| \| \| \| \| \| Ouranosaurus \| \| \| \| \| \| Hadrosauroidea \| \| \| \| |
|                  | Iguanodon |
|                  | |
|                  | Mantellisaurus |
|                  | |
|                  | Ouranosaurus |
|                  | |
|                  | Hadrosauroidea |
|                  | |

|  | Iguanodon      |
|  |                |
|  | Mantellisaurus |
|  |                |
|  | Ouranosaurus   |
|  |                |
|  | Hadrosauroidea |
|  |                |

|  | Hippodraco    |
|  |               |
|  | Theiophytalia |
|  |               |

|                  | Cedrorestes |
|                  | |
|                  | Dakotadon |
|                  | |
|                  | Iguanacolossus |
|                  | |
|                  | Lanzhousaurus |
|                  | |
| Hadrosauriformes | \| \| Iguanodon \| \| \| \| \| \| Mantellisaurus \| \| \| \| \| \| Ouranosaurus \| \| \| \| \| \| Hadrosauroidea \| \| \| \| |
|                  | \| \| Iguanodon \| \| \| \| \| \| Mantellisaurus \| \| \| \| \| \| Ouranosaurus \| \| \| \| \| \| Hadrosauroidea \| \| \| \| |
|                  | Iguanodon |
|                  | |
|                  | Mantellisaurus |
|                  | |
|                  | Ouranosaurus |
|                  | |
|                  | Hadrosauroidea |
|                  | |

|  | Iguanodon      |
|  |                |
|  | Mantellisaurus |
|  |                |
|  | Ouranosaurus   |
|  |                |
|  | Hadrosauroidea |
|  |                |

|  | Hippodraco    |
|  |               |
|  | Theiophytalia |
|  |               |

|                  | Cedrorestes |
|                  | |
|                  | Dakotadon |
|                  | |
|                  | Iguanacolossus |
|                  | |
|                  | Lanzhousaurus |
|                  | |
| Hadrosauriformes | \| \| Iguanodon \| \| \| \| \| \| Mantellisaurus \| \| \| \| \| \| Ouranosaurus \| \| \| \| \| \| Hadrosauroidea \| \| \| \| |
|                  | \| \| Iguanodon \| \| \| \| \| \| Mantellisaurus \| \| \| \| \| \| Ouranosaurus \| \| \| \| \| \| Hadrosauroidea \| \| \| \| |
|                  | Iguanodon |
|                  | |
|                  | Mantellisaurus |
|                  | |
|                  | Ouranosaurus |
|                  | |
|                  | Hadrosauroidea |
|                  | |

|  | Iguanodon      |
|  |                |
|  | Mantellisaurus |
|  |                |
|  | Ouranosaurus   |
|  |                |
|  | Hadrosauroidea |
|  |                |

|  | Hippodraco    |
|  |               |
|  | Theiophytalia |
|  |               |

|                  | Cedrorestes |
|                  | |
|                  | Dakotadon |
|                  | |
|                  | Iguanacolossus |
|                  | |
|                  | Lanzhousaurus |
|                  | |
| Hadrosauriformes | \| \| Iguanodon \| \| \| \| \| \| Mantellisaurus \| \| \| \| \| \| Ouranosaurus \| \| \| \| \| \| Hadrosauroidea \| \| \| \| |
|                  | \| \| Iguanodon \| \| \| \| \| \| Mantellisaurus \| \| \| \| \| \| Ouranosaurus \| \| \| \| \| \| Hadrosauroidea \| \| \| \| |
|                  | Iguanodon |
|                  | |
|                  | Mantellisaurus |
|                  | |
|                  | Ouranosaurus |
|                  | |
|                  | Hadrosauroidea |
|                  | |

|  | Iguanodon      |
|  |                |
|  | Mantellisaurus |
|  |                |
|  | Ouranosaurus   |
|  |                |
|  | Hadrosauroidea |
|  |                |

|  | Hippodraco    |
|  |               |
|  | Theiophytalia |
|  |               |

|                  | Cedrorestes |
|                  | |
|                  | Dakotadon |
|                  | |
|                  | Iguanacolossus |
|                  | |
|                  | Lanzhousaurus |
|                  | |
| Hadrosauriformes | \| \| Iguanodon \| \| \| \| \| \| Mantellisaurus \| \| \| \| \| \| Ouranosaurus \| \| \| \| \| \| Hadrosauroidea \| \| \| \| |
|                  | \| \| Iguanodon \| \| \| \| \| \| Mantellisaurus \| \| \| \| \| \| Ouranosaurus \| \| \| \| \| \| Hadrosauroidea \| \| \| \| |
|                  | Iguanodon |
|                  | |
|                  | Mantellisaurus |
|                  | |
|                  | Ouranosaurus |
|                  | |
|                  | Hadrosauroidea |
|                  | |

|  | Iguanodon      |
|  |                |
|  | Mantellisaurus |
|  |                |
|  | Ouranosaurus   |
|  |                |
|  | Hadrosauroidea |
|  |                |

|  | Hippodraco    |
|  |               |
|  | Theiophytalia |
|  |               |

|                  | Cedrorestes |
|                  | |
|                  | Dakotadon |
|                  | |
|                  | Iguanacolossus |
|                  | |
|                  | Lanzhousaurus |
|                  | |
| Hadrosauriformes | \| \| Iguanodon \| \| \| \| \| \| Mantellisaurus \| \| \| \| \| \| Ouranosaurus \| \| \| \| \| \| Hadrosauroidea \| \| \| \| |
|                  | \| \| Iguanodon \| \| \| \| \| \| Mantellisaurus \| \| \| \| \| \| Ouranosaurus \| \| \| \| \| \| Hadrosauroidea \| \| \| \| |
|                  | Iguanodon |
|                  | |
|                  | Mantellisaurus |
|                  | |
|                  | Ouranosaurus |
|                  | |
|                  | Hadrosauroidea |
|                  | |

|  | Iguanodon      |
|  |                |
|  | Mantellisaurus |
|  |                |
|  | Ouranosaurus   |
|  |                |
|  | Hadrosauroidea |
|  |                |

|  | Hippodraco    |
|  |               |
|  | Theiophytalia |
|  |               |

|                  | Cedrorestes |
|                  | |
|                  | Dakotadon |
|                  | |
|                  | Iguanacolossus |
|                  | |
|                  | Lanzhousaurus |
|                  | |
| Hadrosauriformes | \| \| Iguanodon \| \| \| \| \| \| Mantellisaurus \| \| \| \| \| \| Ouranosaurus \| \| \| \| \| \| Hadrosauroidea \| \| \| \| |
|                  | \| \| Iguanodon \| \| \| \| \| \| Mantellisaurus \| \| \| \| \| \| Ouranosaurus \| \| \| \| \| \| Hadrosauroidea \| \| \| \| |
|                  | Iguanodon |
|                  | |
|                  | Mantellisaurus |
|                  | |
|                  | Ouranosaurus |
|                  | |
|                  | Hadrosauroidea |
|                  | |

|  | Iguanodon      |
|  |                |
|  | Mantellisaurus |
|  |                |
|  | Ouranosaurus   |
|  |                |
|  | Hadrosauroidea |
|  |                |

|  | Hippodraco    |
|  |               |
|  | Theiophytalia |
|  |               |

|                  | Cedrorestes |
|                  | |
|                  | Dakotadon |
|                  | |
|                  | Iguanacolossus |
|                  | |
|                  | Lanzhousaurus |
|                  | |
| Hadrosauriformes | \| \| Iguanodon \| \| \| \| \| \| Mantellisaurus \| \| \| \| \| \| Ouranosaurus \| \| \| \| \| \| Hadrosauroidea \| \| \| \| |
|                  | \| \| Iguanodon \| \| \| \| \| \| Mantellisaurus \| \| \| \| \| \| Ouranosaurus \| \| \| \| \| \| Hadrosauroidea \| \| \| \| |
|                  | Iguanodon |
|                  | |
|                  | Mantellisaurus |
|                  | |
|                  | Ouranosaurus |
|                  | |
|                  | Hadrosauroidea |
|                  | |

|  | Iguanodon      |
|  |                |
|  | Mantellisaurus |
|  |                |
|  | Ouranosaurus   |
|  |                |
|  | Hadrosauroidea |
|  |                |

|  | Hippodraco    |
|  |               |
|  | Theiophytalia |
|  |               |

|                  | Cedrorestes |
|                  | |
|                  | Dakotadon |
|                  | |
|                  | Iguanacolossus |
|                  | |
|                  | Lanzhousaurus |
|                  | |
| Hadrosauriformes | \| \| Iguanodon \| \| \| \| \| \| Mantellisaurus \| \| \| \| \| \| Ouranosaurus \| \| \| \| \| \| Hadrosauroidea \| \| \| \| |
|                  | \| \| Iguanodon \| \| \| \| \| \| Mantellisaurus \| \| \| \| \| \| Ouranosaurus \| \| \| \| \| \| Hadrosauroidea \| \| \| \| |
|                  | Iguanodon |
|                  | |
|                  | Mantellisaurus |
|                  | |
|                  | Ouranosaurus |
|                  | |
|                  | Hadrosauroidea |
|                  | |

|  | Iguanodon      |
|  |                |
|  | Mantellisaurus |
|  |                |
|  | Ouranosaurus   |
|  |                |
|  | Hadrosauroidea |
|  |                |

|  | Hippodraco    |
|  |               |
|  | Theiophytalia |
|  |               |

|                  | Cedrorestes |
|                  | |
|                  | Dakotadon |
|                  | |
|                  | Iguanacolossus |
|                  | |
|                  | Lanzhousaurus |
|                  | |
| Hadrosauriformes | \| \| Iguanodon \| \| \| \| \| \| Mantellisaurus \| \| \| \| \| \| Ouranosaurus \| \| \| \| \| \| Hadrosauroidea \| \| \| \| |
|                  | \| \| Iguanodon \| \| \| \| \| \| Mantellisaurus \| \| \| \| \| \| Ouranosaurus \| \| \| \| \| \| Hadrosauroidea \| \| \| \| |
|                  | Iguanodon |
|                  | |
|                  | Mantellisaurus |
|                  | |
|                  | Ouranosaurus |
|                  | |
|                  | Hadrosauroidea |
|                  | |

|  | Iguanodon      |
|  |                |
|  | Mantellisaurus |
|  |                |
|  | Ouranosaurus   |
|  |                |
|  | Hadrosauroidea |
|  |                |

|  | Hippodraco    |
|  |               |
|  | Theiophytalia |
|  |               |

|                  | Cedrorestes |
|                  | |
|                  | Dakotadon |
|                  | |
|                  | Iguanacolossus |
|                  | |
|                  | Lanzhousaurus |
|                  | |
| Hadrosauriformes | \| \| Iguanodon \| \| \| \| \| \| Mantellisaurus \| \| \| \| \| \| Ouranosaurus \| \| \| \| \| \| Hadrosauroidea \| \| \| \| |
|                  | \| \| Iguanodon \| \| \| \| \| \| Mantellisaurus \| \| \| \| \| \| Ouranosaurus \| \| \| \| \| \| Hadrosauroidea \| \| \| \| |
|                  | Iguanodon |
|                  | |
|                  | Mantellisaurus |
|                  | |
|                  | Ouranosaurus |
|                  | |
|                  | Hadrosauroidea |
|                  | |

|  | Iguanodon      |
|  |                |
|  | Mantellisaurus |
|  |                |
|  | Ouranosaurus   |
|  |                |
|  | Hadrosauroidea |
|  |                |

|  | Hippodraco    |
|  |               |
|  | Theiophytalia |
|  |               |

|                  | Cedrorestes |
|                  | |
|                  | Dakotadon |
|                  | |
|                  | Iguanacolossus |
|                  | |
|                  | Lanzhousaurus |
|                  | |
| Hadrosauriformes | \| \| Iguanodon \| \| \| \| \| \| Mantellisaurus \| \| \| \| \| \| Ouranosaurus \| \| \| \| \| \| Hadrosauroidea \| \| \| \| |
|                  | \| \| Iguanodon \| \| \| \| \| \| Mantellisaurus \| \| \| \| \| \| Ouranosaurus \| \| \| \| \| \| Hadrosauroidea \| \| \| \| |
|                  | Iguanodon |
|                  | |
|                  | Mantellisaurus |
|                  | |
|                  | Ouranosaurus |
|                  | |
|                  | Hadrosauroidea |
|                  | |

|  | Iguanodon      |
|  |                |
|  | Mantellisaurus |
|  |                |
|  | Ouranosaurus   |
|  |                |
|  | Hadrosauroidea |
|  |                |

|  | Hippodraco    |
|  |               |
|  | Theiophytalia |
|  |               |

|                  | Cedrorestes |
|                  | |
|                  | Dakotadon |
|                  | |
|                  | Iguanacolossus |
|                  | |
|                  | Lanzhousaurus |
|                  | |
| Hadrosauriformes | \| \| Iguanodon \| \| \| \| \| \| Mantellisaurus \| \| \| \| \| \| Ouranosaurus \| \| \| \| \| \| Hadrosauroidea \| \| \| \| |
|                  | \| \| Iguanodon \| \| \| \| \| \| Mantellisaurus \| \| \| \| \| \| Ouranosaurus \| \| \| \| \| \| Hadrosauroidea \| \| \| \| |
|                  | Iguanodon |
|                  | |
|                  | Mantellisaurus |
|                  | |
|                  | Ouranosaurus |
|                  | |
|                  | Hadrosauroidea |
|                  | |

|  | Iguanodon      |
|  |                |
|  | Mantellisaurus |
|  |                |
|  | Ouranosaurus   |
|  |                |
|  | Hadrosauroidea |
|  |                |

|  | Hippodraco    |
|  |               |
|  | Theiophytalia |
|  |               |

|                  | Cedrorestes |
|                  | |
|                  | Dakotadon |
|                  | |
|                  | Iguanacolossus |
|                  | |
|                  | Lanzhousaurus |
|                  | |
| Hadrosauriformes | \| \| Iguanodon \| \| \| \| \| \| Mantellisaurus \| \| \| \| \| \| Ouranosaurus \| \| \| \| \| \| Hadrosauroidea \| \| \| \| |
|                  | \| \| Iguanodon \| \| \| \| \| \| Mantellisaurus \| \| \| \| \| \| Ouranosaurus \| \| \| \| \| \| Hadrosauroidea \| \| \| \| |
|                  | Iguanodon |
|                  | |
|                  | Mantellisaurus |
|                  | |
|                  | Ouranosaurus |
|                  | |
|                  | Hadrosauroidea |
|                  | |

|  | Iguanodon      |
|  |                |
|  | Mantellisaurus |
|  |                |
|  | Ouranosaurus   |
|  |                |
|  | Hadrosauroidea |
|  |                |

|  | Hippodraco    |
|  |               |
|  | Theiophytalia |
|  |               |

|                  | Cedrorestes |
|                  | |
|                  | Dakotadon |
|                  | |
|                  | Iguanacolossus |
|                  | |
|                  | Lanzhousaurus |
|                  | |
| Hadrosauriformes | \| \| Iguanodon \| \| \| \| \| \| Mantellisaurus \| \| \| \| \| \| Ouranosaurus \| \| \| \| \| \| Hadrosauroidea \| \| \| \| |
|                  | \| \| Iguanodon \| \| \| \| \| \| Mantellisaurus \| \| \| \| \| \| Ouranosaurus \| \| \| \| \| \| Hadrosauroidea \| \| \| \| |
|                  | Iguanodon |
|                  | |
|                  | Mantellisaurus |
|                  | |
|                  | Ouranosaurus |
|                  | |
|                  | Hadrosauroidea |
|                  | |

|  | Iguanodon      |
|  |                |
|  | Mantellisaurus |
|  |                |
|  | Ouranosaurus   |
|  |                |
|  | Hadrosauroidea |
|  |                |

|  | Hippodraco    |
|  |               |
|  | Theiophytalia |
|  |               |

|                  | Cedrorestes |
|                  | |
|                  | Dakotadon |
|                  | |
|                  | Iguanacolossus |
|                  | |
|                  | Lanzhousaurus |
|                  | |
| Hadrosauriformes | \| \| Iguanodon \| \| \| \| \| \| Mantellisaurus \| \| \| \| \| \| Ouranosaurus \| \| \| \| \| \| Hadrosauroidea \| \| \| \| |
|                  | \| \| Iguanodon \| \| \| \| \| \| Mantellisaurus \| \| \| \| \| \| Ouranosaurus \| \| \| \| \| \| Hadrosauroidea \| \| \| \| |
|                  | Iguanodon |
|                  | |
|                  | Mantellisaurus |
|                  | |
|                  | Ouranosaurus |
|                  | |
|                  | Hadrosauroidea |
|                  | |

|  | Iguanodon      |
|  |                |
|  | Mantellisaurus |
|  |                |
|  | Ouranosaurus   |
|  |                |
|  | Hadrosauroidea |
|  |                |

|  | Hippodraco    |
|  |               |
|  | Theiophytalia |
|  |               |

|                  | Cedrorestes |
|                  | |
|                  | Dakotadon |
|                  | |
|                  | Iguanacolossus |
|                  | |
|                  | Lanzhousaurus |
|                  | |
| Hadrosauriformes | \| \| Iguanodon \| \| \| \| \| \| Mantellisaurus \| \| \| \| \| \| Ouranosaurus \| \| \| \| \| \| Hadrosauroidea \| \| \| \| |
|                  | \| \| Iguanodon \| \| \| \| \| \| Mantellisaurus \| \| \| \| \| \| Ouranosaurus \| \| \| \| \| \| Hadrosauroidea \| \| \| \| |
|                  | Iguanodon |
|                  | |
|                  | Mantellisaurus |
|                  | |
|                  | Ouranosaurus |
|                  | |
|                  | Hadrosauroidea |
|                  | |

|  | Iguanodon      |
|  |                |
|  | Mantellisaurus |
|  |                |
|  | Ouranosaurus   |
|  |                |
|  | Hadrosauroidea |
|  |                |

|  | Hippodraco    |
|  |               |
|  | Theiophytalia |
|  |               |

|                  | Cedrorestes |
|                  | |
|                  | Dakotadon |
|                  | |
|                  | Iguanacolossus |
|                  | |
|                  | Lanzhousaurus |
|                  | |
| Hadrosauriformes | \| \| Iguanodon \| \| \| \| \| \| Mantellisaurus \| \| \| \| \| \| Ouranosaurus \| \| \| \| \| \| Hadrosauroidea \| \| \| \| |
|                  | \| \| Iguanodon \| \| \| \| \| \| Mantellisaurus \| \| \| \| \| \| Ouranosaurus \| \| \| \| \| \| Hadrosauroidea \| \| \| \| |
|                  | Iguanodon |
|                  | |
|                  | Mantellisaurus |
|                  | |
|                  | Ouranosaurus |
|                  | |
|                  | Hadrosauroidea |
|                  | |

|  | Iguanodon      |
|  |                |
|  | Mantellisaurus |
|  |                |
|  | Ouranosaurus   |
|  |                |
|  | Hadrosauroidea |
|  |                |

|  | Hippodraco    |
|  |               |
|  | Theiophytalia |
|  |               |

|                  | Cedrorestes |
|                  | |
|                  | Dakotadon |
|                  | |
|                  | Iguanacolossus |
|                  | |
|                  | Lanzhousaurus |
|                  | |
| Hadrosauriformes | \| \| Iguanodon \| \| \| \| \| \| Mantellisaurus \| \| \| \| \| \| Ouranosaurus \| \| \| \| \| \| Hadrosauroidea \| \| \| \| |
|                  | \| \| Iguanodon \| \| \| \| \| \| Mantellisaurus \| \| \| \| \| \| Ouranosaurus \| \| \| \| \| \| Hadrosauroidea \| \| \| \| |
|                  | Iguanodon |
|                  | |
|                  | Mantellisaurus |
|                  | |
|                  | Ouranosaurus |
|                  | |
|                  | Hadrosauroidea |
|                  | |

|  | Iguanodon      |
|  |                |
|  | Mantellisaurus |
|  |                |
|  | Ouranosaurus   |
|  |                |
|  | Hadrosauroidea |
|  |                |

|  | Hippodraco    |
|  |               |
|  | Theiophytalia |
|  |               |

|                  | Cedrorestes |
|                  | |
|                  | Dakotadon |
|                  | |
|                  | Iguanacolossus |
|                  | |
|                  | Lanzhousaurus |
|                  | |
| Hadrosauriformes | \| \| Iguanodon \| \| \| \| \| \| Mantellisaurus \| \| \| \| \| \| Ouranosaurus \| \| \| \| \| \| Hadrosauroidea \| \| \| \| |
|                  | \| \| Iguanodon \| \| \| \| \| \| Mantellisaurus \| \| \| \| \| \| Ouranosaurus \| \| \| \| \| \| Hadrosauroidea \| \| \| \| |
|                  | Iguanodon |
|                  | |
|                  | Mantellisaurus |
|                  | |
|                  | Ouranosaurus |
|                  | |
|                  | Hadrosauroidea |
|                  | |

|  | Iguanodon      |
|  |                |
|  | Mantellisaurus |
|  |                |
|  | Ouranosaurus   |
|  |                |
|  | Hadrosauroidea |
|  |                |

|  | Hippodraco    |
|  |               |
|  | Theiophytalia |
|  |               |

|                  | Cedrorestes |
|                  | |
|                  | Dakotadon |
|                  | |
|                  | Iguanacolossus |
|                  | |
|                  | Lanzhousaurus |
|                  | |
| Hadrosauriformes | \| \| Iguanodon \| \| \| \| \| \| Mantellisaurus \| \| \| \| \| \| Ouranosaurus \| \| \| \| \| \| Hadrosauroidea \| \| \| \| |
|                  | \| \| Iguanodon \| \| \| \| \| \| Mantellisaurus \| \| \| \| \| \| Ouranosaurus \| \| \| \| \| \| Hadrosauroidea \| \| \| \| |
|                  | Iguanodon |
|                  | |
|                  | Mantellisaurus |
|                  | |
|                  | Ouranosaurus |
|                  | |
|                  | Hadrosauroidea |
|                  | |

|  | Iguanodon      |
|  |                |
|  | Mantellisaurus |
|  |                |
|  | Ouranosaurus   |
|  |                |
|  | Hadrosauroidea |
|  |                |

|  | Hippodraco    |
|  |               |
|  | Theiophytalia |
|  |               |

|                  | Cedrorestes |
|                  | |
|                  | Dakotadon |
|                  | |
|                  | Iguanacolossus |
|                  | |
|                  | Lanzhousaurus |
|                  | |
| Hadrosauriformes | \| \| Iguanodon \| \| \| \| \| \| Mantellisaurus \| \| \| \| \| \| Ouranosaurus \| \| \| \| \| \| Hadrosauroidea \| \| \| \| |
|                  | \| \| Iguanodon \| \| \| \| \| \| Mantellisaurus \| \| \| \| \| \| Ouranosaurus \| \| \| \| \| \| Hadrosauroidea \| \| \| \| |
|                  | Iguanodon |
|                  | |
|                  | Mantellisaurus |
|                  | |
|                  | Ouranosaurus |
|                  | |
|                  | Hadrosauroidea |
|                  | |

|  | Iguanodon      |
|  |                |
|  | Mantellisaurus |
|  |                |
|  | Ouranosaurus   |
|  |                |
|  | Hadrosauroidea |
|  |                |

|  | Hippodraco    |
|  |               |
|  | Theiophytalia |
|  |               |

|                  | Cedrorestes |
|                  | |
|                  | Dakotadon |
|                  | |
|                  | Iguanacolossus |
|                  | |
|                  | Lanzhousaurus |
|                  | |
| Hadrosauriformes | \| \| Iguanodon \| \| \| \| \| \| Mantellisaurus \| \| \| \| \| \| Ouranosaurus \| \| \| \| \| \| Hadrosauroidea \| \| \| \| |
|                  | \| \| Iguanodon \| \| \| \| \| \| Mantellisaurus \| \| \| \| \| \| Ouranosaurus \| \| \| \| \| \| Hadrosauroidea \| \| \| \| |
|                  | Iguanodon |
|                  | |
|                  | Mantellisaurus |
|                  | |
|                  | Ouranosaurus |
|                  | |
|                  | Hadrosauroidea |
|                  | |

|  | Iguanodon      |
|  |                |
|  | Mantellisaurus |
|  |                |
|  | Ouranosaurus   |
|  |                |
|  | Hadrosauroidea |
|  |                |

|  | Hippodraco    |
|  |               |
|  | Theiophytalia |
|  |               |

|                  | Cedrorestes |
|                  | |
|                  | Dakotadon |
|                  | |
|                  | Iguanacolossus |
|                  | |
|                  | Lanzhousaurus |
|                  | |
| Hadrosauriformes | \| \| Iguanodon \| \| \| \| \| \| Mantellisaurus \| \| \| \| \| \| Ouranosaurus \| \| \| \| \| \| Hadrosauroidea \| \| \| \| |
|                  | \| \| Iguanodon \| \| \| \| \| \| Mantellisaurus \| \| \| \| \| \| Ouranosaurus \| \| \| \| \| \| Hadrosauroidea \| \| \| \| |
|                  | Iguanodon |
|                  | |
|                  | Mantellisaurus |
|                  | |
|                  | Ouranosaurus |
|                  | |
|                  | Hadrosauroidea |
|                  | |

|  | Iguanodon      |
|  |                |
|  | Mantellisaurus |
|  |                |
|  | Ouranosaurus   |
|  |                |
|  | Hadrosauroidea |
|  |                |

|  | Hippodraco    |
|  |               |
|  | Theiophytalia |
|  |               |

|                  | Cedrorestes |
|                  | |
|                  | Dakotadon |
|                  | |
|                  | Iguanacolossus |
|                  | |
|                  | Lanzhousaurus |
|                  | |
| Hadrosauriformes | \| \| Iguanodon \| \| \| \| \| \| Mantellisaurus \| \| \| \| \| \| Ouranosaurus \| \| \| \| \| \| Hadrosauroidea \| \| \| \| |
|                  | \| \| Iguanodon \| \| \| \| \| \| Mantellisaurus \| \| \| \| \| \| Ouranosaurus \| \| \| \| \| \| Hadrosauroidea \| \| \| \| |
|                  | Iguanodon |
|                  | |
|                  | Mantellisaurus |
|                  | |
|                  | Ouranosaurus |
|                  | |
|                  | Hadrosauroidea |
|                  | |

|  | Iguanodon      |
|  |                |
|  | Mantellisaurus |
|  |                |
|  | Ouranosaurus   |
|  |                |
|  | Hadrosauroidea |
|  |                |

|  | Hippodraco    |
|  |               |
|  | Theiophytalia |
|  |               |

|                  | Cedrorestes |
|                  | |
|                  | Dakotadon |
|                  | |
|                  | Iguanacolossus |
|                  | |
|                  | Lanzhousaurus |
|                  | |
| Hadrosauriformes | \| \| Iguanodon \| \| \| \| \| \| Mantellisaurus \| \| \| \| \| \| Ouranosaurus \| \| \| \| \| \| Hadrosauroidea \| \| \| \| |
|                  | \| \| Iguanodon \| \| \| \| \| \| Mantellisaurus \| \| \| \| \| \| Ouranosaurus \| \| \| \| \| \| Hadrosauroidea \| \| \| \| |
|                  | Iguanodon |
|                  | |
|                  | Mantellisaurus |
|                  | |
|                  | Ouranosaurus |
|                  | |
|                  | Hadrosauroidea |
|                  | |

|  | Iguanodon      |
|  |                |
|  | Mantellisaurus |
|  |                |
|  | Ouranosaurus   |
|  |                |
|  | Hadrosauroidea |
|  |                |

|  | Hippodraco    |
|  |               |
|  | Theiophytalia |
|  |               |

|                  | Cedrorestes |
|                  | |
|                  | Dakotadon |
|                  | |
|                  | Iguanacolossus |
|                  | |
|                  | Lanzhousaurus |
|                  | |
| Hadrosauriformes | \| \| Iguanodon \| \| \| \| \| \| Mantellisaurus \| \| \| \| \| \| Ouranosaurus \| \| \| \| \| \| Hadrosauroidea \| \| \| \| |
|                  | \| \| Iguanodon \| \| \| \| \| \| Mantellisaurus \| \| \| \| \| \| Ouranosaurus \| \| \| \| \| \| Hadrosauroidea \| \| \| \| |
|                  | Iguanodon |
|                  | |
|                  | Mantellisaurus |
|                  | |
|                  | Ouranosaurus |
|                  | |
|                  | Hadrosauroidea |
|                  | |

|  | Iguanodon      |
|  |                |
|  | Mantellisaurus |
|  |                |
|  | Ouranosaurus   |
|  |                |
|  | Hadrosauroidea |
|  |                |

|  | Hippodraco    |
|  |               |
|  | Theiophytalia |
|  |               |

|                  | Cedrorestes |
|                  | |
|                  | Dakotadon |
|                  | |
|                  | Iguanacolossus |
|                  | |
|                  | Lanzhousaurus |
|                  | |
| Hadrosauriformes | \| \| Iguanodon \| \| \| \| \| \| Mantellisaurus \| \| \| \| \| \| Ouranosaurus \| \| \| \| \| \| Hadrosauroidea \| \| \| \| |
|                  | \| \| Iguanodon \| \| \| \| \| \| Mantellisaurus \| \| \| \| \| \| Ouranosaurus \| \| \| \| \| \| Hadrosauroidea \| \| \| \| |
|                  | Iguanodon |
|                  | |
|                  | Mantellisaurus |
|                  | |
|                  | Ouranosaurus |
|                  | |
|                  | Hadrosauroidea |
|                  | |

|  | Iguanodon      |
|  |                |
|  | Mantellisaurus |
|  |                |
|  | Ouranosaurus   |
|  |                |
|  | Hadrosauroidea |
|  |                |

|  | Hippodraco    |
|  |               |
|  | Theiophytalia |
|  |               |

|                  | Cedrorestes |
|                  | |
|                  | Dakotadon |
|                  | |
|                  | Iguanacolossus |
|                  | |
|                  | Lanzhousaurus |
|                  | |
| Hadrosauriformes | \| \| Iguanodon \| \| \| \| \| \| Mantellisaurus \| \| \| \| \| \| Ouranosaurus \| \| \| \| \| \| Hadrosauroidea \| \| \| \| |
|                  | \| \| Iguanodon \| \| \| \| \| \| Mantellisaurus \| \| \| \| \| \| Ouranosaurus \| \| \| \| \| \| Hadrosauroidea \| \| \| \| |
|                  | Iguanodon |
|                  | |
|                  | Mantellisaurus |
|                  | |
|                  | Ouranosaurus |
|                  | |
|                  | Hadrosauroidea |
|                  | |

|  | Iguanodon      |
|  |                |
|  | Mantellisaurus |
|  |                |
|  | Ouranosaurus   |
|  |                |
|  | Hadrosauroidea |
|  |                |

|  | Hippodraco    |
|  |               |
|  | Theiophytalia |
|  |               |

|                  | Cedrorestes |
|                  | |
|                  | Dakotadon |
|                  | |
|                  | Iguanacolossus |
|                  | |
|                  | Lanzhousaurus |
|                  | |
| Hadrosauriformes | \| \| Iguanodon \| \| \| \| \| \| Mantellisaurus \| \| \| \| \| \| Ouranosaurus \| \| \| \| \| \| Hadrosauroidea \| \| \| \| |
|                  | \| \| Iguanodon \| \| \| \| \| \| Mantellisaurus \| \| \| \| \| \| Ouranosaurus \| \| \| \| \| \| Hadrosauroidea \| \| \| \| |
|                  | Iguanodon |
|                  | |
|                  | Mantellisaurus |
|                  | |
|                  | Ouranosaurus |
|                  | |
|                  | Hadrosauroidea |
|                  | |

|  | Iguanodon      |
|  |                |
|  | Mantellisaurus |
|  |                |
|  | Ouranosaurus   |
|  |                |
|  | Hadrosauroidea |
|  |                |

|  | Hippodraco    |
|  |               |
|  | Theiophytalia |
|  |               |

|                  | Cedrorestes |
|                  | |
|                  | Dakotadon |
|                  | |
|                  | Iguanacolossus |
|                  | |
|                  | Lanzhousaurus |
|                  | |
| Hadrosauriformes | \| \| Iguanodon \| \| \| \| \| \| Mantellisaurus \| \| \| \| \| \| Ouranosaurus \| \| \| \| \| \| Hadrosauroidea \| \| \| \| |
|                  | \| \| Iguanodon \| \| \| \| \| \| Mantellisaurus \| \| \| \| \| \| Ouranosaurus \| \| \| \| \| \| Hadrosauroidea \| \| \| \| |
|                  | Iguanodon |
|                  | |
|                  | Mantellisaurus |
|                  | |
|                  | Ouranosaurus |
|                  | |
|                  | Hadrosauroidea |
|                  | |

|  | Iguanodon      |
|  |                |
|  | Mantellisaurus |
|  |                |
|  | Ouranosaurus   |
|  |                |
|  | Hadrosauroidea |
|  |                |

|  | Hippodraco    |
|  |               |
|  | Theiophytalia |
|  |               |

|                  | Cedrorestes |
|                  | |
|                  | Dakotadon |
|                  | |
|                  | Iguanacolossus |
|                  | |
|                  | Lanzhousaurus |
|                  | |
| Hadrosauriformes | \| \| Iguanodon \| \| \| \| \| \| Mantellisaurus \| \| \| \| \| \| Ouranosaurus \| \| \| \| \| \| Hadrosauroidea \| \| \| \| |
|                  | \| \| Iguanodon \| \| \| \| \| \| Mantellisaurus \| \| \| \| \| \| Ouranosaurus \| \| \| \| \| \| Hadrosauroidea \| \| \| \| |
|                  | Iguanodon |
|                  | |
|                  | Mantellisaurus |
|                  | |
|                  | Ouranosaurus |
|                  | |
|                  | Hadrosauroidea |
|                  | |

|  | Iguanodon      |
|  |                |
|  | Mantellisaurus |
|  |                |
|  | Ouranosaurus   |
|  |                |
|  | Hadrosauroidea |
|  |                |

|  | Hippodraco    |
|  |               |
|  | Theiophytalia |
|  |               |

|                  | Cedrorestes |
|                  | |
|                  | Dakotadon |
|                  | |
|                  | Iguanacolossus |
|                  | |
|                  | Lanzhousaurus |
|                  | |
| Hadrosauriformes | \| \| Iguanodon \| \| \| \| \| \| Mantellisaurus \| \| \| \| \| \| Ouranosaurus \| \| \| \| \| \| Hadrosauroidea \| \| \| \| |
|                  | \| \| Iguanodon \| \| \| \| \| \| Mantellisaurus \| \| \| \| \| \| Ouranosaurus \| \| \| \| \| \| Hadrosauroidea \| \| \| \| |
|                  | Iguanodon |
|                  | |
|                  | Mantellisaurus |
|                  | |
|                  | Ouranosaurus |
|                  | |
|                  | Hadrosauroidea |
|                  | |

|  | Iguanodon      |
|  |                |
|  | Mantellisaurus |
|  |                |
|  | Ouranosaurus   |
|  |                |
|  | Hadrosauroidea |
|  |                |

|  | Hippodraco    |
|  |               |
|  | Theiophytalia |
|  |               |

|                  | Cedrorestes |
|                  | |
|                  | Dakotadon |
|                  | |
|                  | Iguanacolossus |
|                  | |
|                  | Lanzhousaurus |
|                  | |
| Hadrosauriformes | \| \| Iguanodon \| \| \| \| \| \| Mantellisaurus \| \| \| \| \| \| Ouranosaurus \| \| \| \| \| \| Hadrosauroidea \| \| \| \| |
|                  | \| \| Iguanodon \| \| \| \| \| \| Mantellisaurus \| \| \| \| \| \| Ouranosaurus \| \| \| \| \| \| Hadrosauroidea \| \| \| \| |
|                  | Iguanodon |
|                  | |
|                  | Mantellisaurus |
|                  | |
|                  | Ouranosaurus |
|                  | |
|                  | Hadrosauroidea |
|                  | |

|  | Iguanodon      |
|  |                |
|  | Mantellisaurus |
|  |                |
|  | Ouranosaurus   |
|  |                |
|  | Hadrosauroidea |
|  |                |

|  | Hippodraco    |
|  |               |
|  | Theiophytalia |
|  |               |

|                  | Cedrorestes |
|                  | |
|                  | Dakotadon |
|                  | |
|                  | Iguanacolossus |
|                  | |
|                  | Lanzhousaurus |
|                  | |
| Hadrosauriformes | \| \| Iguanodon \| \| \| \| \| \| Mantellisaurus \| \| \| \| \| \| Ouranosaurus \| \| \| \| \| \| Hadrosauroidea \| \| \| \| |
|                  | \| \| Iguanodon \| \| \| \| \| \| Mantellisaurus \| \| \| \| \| \| Ouranosaurus \| \| \| \| \| \| Hadrosauroidea \| \| \| \| |
|                  | Iguanodon |
|                  | |
|                  | Mantellisaurus |
|                  | |
|                  | Ouranosaurus |
|                  | |
|                  | Hadrosauroidea |
|                  | |

|  | Iguanodon      |
|  |                |
|  | Mantellisaurus |
|  |                |
|  | Ouranosaurus   |
|  |                |
|  | Hadrosauroidea |
|  |                |

|  | Hippodraco    |
|  |               |
|  | Theiophytalia |
|  |               |

|                  | Cedrorestes |
|                  | |
|                  | Dakotadon |
|                  | |
|                  | Iguanacolossus |
|                  | |
|                  | Lanzhousaurus |
|                  | |
| Hadrosauriformes | \| \| Iguanodon \| \| \| \| \| \| Mantellisaurus \| \| \| \| \| \| Ouranosaurus \| \| \| \| \| \| Hadrosauroidea \| \| \| \| |
|                  | \| \| Iguanodon \| \| \| \| \| \| Mantellisaurus \| \| \| \| \| \| Ouranosaurus \| \| \| \| \| \| Hadrosauroidea \| \| \| \| |
|                  | Iguanodon |
|                  | |
|                  | Mantellisaurus |
|                  | |
|                  | Ouranosaurus |
|                  | |
|                  | Hadrosauroidea |
|                  | |

|  | Iguanodon      |
|  |                |
|  | Mantellisaurus |
|  |                |
|  | Ouranosaurus   |
|  |                |
|  | Hadrosauroidea |
|  |                |

|  | Hippodraco    |
|  |               |
|  | Theiophytalia |
|  |               |

|                  | Cedrorestes |
|                  | |
|                  | Dakotadon |
|                  | |
|                  | Iguanacolossus |
|                  | |
|                  | Lanzhousaurus |
|                  | |
| Hadrosauriformes | \| \| Iguanodon \| \| \| \| \| \| Mantellisaurus \| \| \| \| \| \| Ouranosaurus \| \| \| \| \| \| Hadrosauroidea \| \| \| \| |
|                  | \| \| Iguanodon \| \| \| \| \| \| Mantellisaurus \| \| \| \| \| \| Ouranosaurus \| \| \| \| \| \| Hadrosauroidea \| \| \| \| |
|                  | Iguanodon |
|                  | |
|                  | Mantellisaurus |
|                  | |
|                  | Ouranosaurus |
|                  | |
|                  | Hadrosauroidea |
|                  | |

|  | Iguanodon      |
|  |                |
|  | Mantellisaurus |
|  |                |
|  | Ouranosaurus   |
|  |                |
|  | Hadrosauroidea |
|  |                |

|  | Hippodraco    |
|  |               |
|  | Theiophytalia |
|  |               |

|                  | Cedrorestes |
|                  | |
|                  | Dakotadon |
|                  | |
|                  | Iguanacolossus |
|                  | |
|                  | Lanzhousaurus |
|                  | |
| Hadrosauriformes | \| \| Iguanodon \| \| \| \| \| \| Mantellisaurus \| \| \| \| \| \| Ouranosaurus \| \| \| \| \| \| Hadrosauroidea \| \| \| \| |
|                  | \| \| Iguanodon \| \| \| \| \| \| Mantellisaurus \| \| \| \| \| \| Ouranosaurus \| \| \| \| \| \| Hadrosauroidea \| \| \| \| |
|                  | Iguanodon |
|                  | |
|                  | Mantellisaurus |
|                  | |
|                  | Ouranosaurus |
|                  | |
|                  | Hadrosauroidea |
|                  | |

|  | Iguanodon      |
|  |                |
|  | Mantellisaurus |
|  |                |
|  | Ouranosaurus   |
|  |                |
|  | Hadrosauroidea |
|  |                |

|  | Hippodraco    |
|  |               |
|  | Theiophytalia |
|  |               |

|                  | Cedrorestes |
|                  | |
|                  | Dakotadon |
|                  | |
|                  | Iguanacolossus |
|                  | |
|                  | Lanzhousaurus |
|                  | |
| Hadrosauriformes | \| \| Iguanodon \| \| \| \| \| \| Mantellisaurus \| \| \| \| \| \| Ouranosaurus \| \| \| \| \| \| Hadrosauroidea \| \| \| \| |
|                  | \| \| Iguanodon \| \| \| \| \| \| Mantellisaurus \| \| \| \| \| \| Ouranosaurus \| \| \| \| \| \| Hadrosauroidea \| \| \| \| |
|                  | Iguanodon |
|                  | |
|                  | Mantellisaurus |
|                  | |
|                  | Ouranosaurus |
|                  | |
|                  | Hadrosauroidea |
|                  | |

|  | Iguanodon      |
|  |                |
|  | Mantellisaurus |
|  |                |
|  | Ouranosaurus   |
|  |                |
|  | Hadrosauroidea |
|  |                |

|  | Hippodraco    |
|  |               |
|  | Theiophytalia |
|  |               |

|                  | Cedrorestes |
|                  | |
|                  | Dakotadon |
|                  | |
|                  | Iguanacolossus |
|                  | |
|                  | Lanzhousaurus |
|                  | |
| Hadrosauriformes | \| \| Iguanodon \| \| \| \| \| \| Mantellisaurus \| \| \| \| \| \| Ouranosaurus \| \| \| \| \| \| Hadrosauroidea \| \| \| \| |
|                  | \| \| Iguanodon \| \| \| \| \| \| Mantellisaurus \| \| \| \| \| \| Ouranosaurus \| \| \| \| \| \| Hadrosauroidea \| \| \| \| |
|                  | Iguanodon |
|                  | |
|                  | Mantellisaurus |
|                  | |
|                  | Ouranosaurus |
|                  | |
|                  | Hadrosauroidea |
|                  | |

|  | Iguanodon      |
|  |                |
|  | Mantellisaurus |
|  |                |
|  | Ouranosaurus   |
|  |                |
|  | Hadrosauroidea |
|  |                |

|  | Hippodraco    |
|  |               |
|  | Theiophytalia |
|  |               |

|                  | Cedrorestes |
|                  | |
|                  | Dakotadon |
|                  | |
|                  | Iguanacolossus |
|                  | |
|                  | Lanzhousaurus |
|                  | |
| Hadrosauriformes | \| \| Iguanodon \| \| \| \| \| \| Mantellisaurus \| \| \| \| \| \| Ouranosaurus \| \| \| \| \| \| Hadrosauroidea \| \| \| \| |
|                  | \| \| Iguanodon \| \| \| \| \| \| Mantellisaurus \| \| \| \| \| \| Ouranosaurus \| \| \| \| \| \| Hadrosauroidea \| \| \| \| |
|                  | Iguanodon |
|                  | |
|                  | Mantellisaurus |
|                  | |
|                  | Ouranosaurus |
|                  | |
|                  | Hadrosauroidea |
|                  | |

|  | Iguanodon      |
|  |                |
|  | Mantellisaurus |
|  |                |
|  | Ouranosaurus   |
|  |                |
|  | Hadrosauroidea |
|  |                |

|  | Hippodraco    |
|  |               |
|  | Theiophytalia |
|  |               |

|                  | Cedrorestes |
|                  | |
|                  | Dakotadon |
|                  | |
|                  | Iguanacolossus |
|                  | |
|                  | Lanzhousaurus |
|                  | |
| Hadrosauriformes | \| \| Iguanodon \| \| \| \| \| \| Mantellisaurus \| \| \| \| \| \| Ouranosaurus \| \| \| \| \| \| Hadrosauroidea \| \| \| \| |
|                  | \| \| Iguanodon \| \| \| \| \| \| Mantellisaurus \| \| \| \| \| \| Ouranosaurus \| \| \| \| \| \| Hadrosauroidea \| \| \| \| |
|                  | Iguanodon |
|                  | |
|                  | Mantellisaurus |
|                  | |
|                  | Ouranosaurus |
|                  | |
|                  | Hadrosauroidea |
|                  | |

|  | Iguanodon      |
|  |                |
|  | Mantellisaurus |
|  |                |
|  | Ouranosaurus   |
|  |                |
|  | Hadrosauroidea |
|  |                |

|  | Hippodraco    |
|  |               |
|  | Theiophytalia |
|  |               |

|                  | Cedrorestes |
|                  | |
|                  | Dakotadon |
|                  | |
|                  | Iguanacolossus |
|                  | |
|                  | Lanzhousaurus |
|                  | |
| Hadrosauriformes | \| \| Iguanodon \| \| \| \| \| \| Mantellisaurus \| \| \| \| \| \| Ouranosaurus \| \| \| \| \| \| Hadrosauroidea \| \| \| \| |
|                  | \| \| Iguanodon \| \| \| \| \| \| Mantellisaurus \| \| \| \| \| \| Ouranosaurus \| \| \| \| \| \| Hadrosauroidea \| \| \| \| |
|                  | Iguanodon |
|                  | |
|                  | Mantellisaurus |
|                  | |
|                  | Ouranosaurus |
|                  | |
|                  | Hadrosauroidea |
|                  | |

|  | Iguanodon      |
|  |                |
|  | Mantellisaurus |
|  |                |
|  | Ouranosaurus   |
|  |                |
|  | Hadrosauroidea |
|  |                |

|  | Hippodraco    |
|  |               |
|  | Theiophytalia |
|  |               |

|                  | Cedrorestes |
|                  | |
|                  | Dakotadon |
|                  | |
|                  | Iguanacolossus |
|                  | |
|                  | Lanzhousaurus |
|                  | |
| Hadrosauriformes | \| \| Iguanodon \| \| \| \| \| \| Mantellisaurus \| \| \| \| \| \| Ouranosaurus \| \| \| \| \| \| Hadrosauroidea \| \| \| \| |
|                  | \| \| Iguanodon \| \| \| \| \| \| Mantellisaurus \| \| \| \| \| \| Ouranosaurus \| \| \| \| \| \| Hadrosauroidea \| \| \| \| |
|                  | Iguanodon |
|                  | |
|                  | Mantellisaurus |
|                  | |
|                  | Ouranosaurus |
|                  | |
|                  | Hadrosauroidea |
|                  | |

|  | Iguanodon      |
|  |                |
|  | Mantellisaurus |
|  |                |
|  | Ouranosaurus   |
|  |                |
|  | Hadrosauroidea |
|  |                |

|  | Hippodraco    |
|  |               |
|  | Theiophytalia |
|  |               |

|                  | Cedrorestes |
|                  | |
|                  | Dakotadon |
|                  | |
|                  | Iguanacolossus |
|                  | |
|                  | Lanzhousaurus |
|                  | |
| Hadrosauriformes | \| \| Iguanodon \| \| \| \| \| \| Mantellisaurus \| \| \| \| \| \| Ouranosaurus \| \| \| \| \| \| Hadrosauroidea \| \| \| \| |
|                  | \| \| Iguanodon \| \| \| \| \| \| Mantellisaurus \| \| \| \| \| \| Ouranosaurus \| \| \| \| \| \| Hadrosauroidea \| \| \| \| |
|                  | Iguanodon |
|                  | |
|                  | Mantellisaurus |
|                  | |
|                  | Ouranosaurus |
|                  | |
|                  | Hadrosauroidea |
|                  | |

|  | Iguanodon      |
|  |                |
|  | Mantellisaurus |
|  |                |
|  | Ouranosaurus   |
|  |                |
|  | Hadrosauroidea |
|  |                |

|  | Hippodraco    |
|  |               |
|  | Theiophytalia |
|  |               |

|                  | Cedrorestes |
|                  | |
|                  | Dakotadon |
|                  | |
|                  | Iguanacolossus |
|                  | |
|                  | Lanzhousaurus |
|                  | |
| Hadrosauriformes | \| \| Iguanodon \| \| \| \| \| \| Mantellisaurus \| \| \| \| \| \| Ouranosaurus \| \| \| \| \| \| Hadrosauroidea \| \| \| \| |
|                  | \| \| Iguanodon \| \| \| \| \| \| Mantellisaurus \| \| \| \| \| \| Ouranosaurus \| \| \| \| \| \| Hadrosauroidea \| \| \| \| |
|                  | Iguanodon |
|                  | |
|                  | Mantellisaurus |
|                  | |
|                  | Ouranosaurus |
|                  | |
|                  | Hadrosauroidea |
|                  | |

|  | Iguanodon      |
|  |                |
|  | Mantellisaurus |
|  |                |
|  | Ouranosaurus   |
|  |                |
|  | Hadrosauroidea |
|  |                |

## Paleobiología

### Dieta
Aparentemente, las mandíbulas estaban operadas por músculos relativamente débiles. Ouranosaurus tenía solo pequeñas aberturas temporales detrás de los ojos, desde las cuales se unía el músculo capiti-mandibularis más grande a la apófisis coronoides en el hueso de la mandíbula inferior. Los pequeños cuernos redondeados frente a sus ojos hicieron de Ouranosaurus el único ornitópodo cornudo conocido. La parte posterior del cráneo era bastante estrecha y no podía compensar la falta de un área mayor de unión para el músculo de la mandíbula, que normalmente proporcionarían las aberturas, lo que permite más potencia y una mordida más fuerte. Un músculo menor, el musculus depressor mandibulae, utilizado para abrir la mandíbula inferior, estaba ubicado en la parte posterior del cráneo y estaba conectado a un processus paroccipitalis fuertemente proyectado, ancho y anteriormente oblicuo. Ouranosaurus probablemente usó sus dientes para masticar alimentos vegetales duros. Se ha sugerido una dieta de hojas, frutos y semillas, ya que masticar permitiría liberar más energía de alimentos de alta calidad, el pico ancho por otro lado indica una especialización en comer grandes cantidades de forraje de baja calidad. Ouranosaurus vivía en el delta de un río.

### Histología
Ouranosaurus tiene más similitudes con otros iguanodóntidos derivados que ornitópodos más basales. La remodelación está presente en el paratipo subadulto, y la alta densidad vascular y la disposición circunferencial de la microestructura sugiere un crecimiento rápido. El crecimiento más rápido ocurre en los mismos grupos filogenéticos que el tamaño corporal más alto, aunque su relación no está clara. Ouranosaurus tiene un tamaño similar al Tenontosaurus más basal que tiene un crecimiento lento, por lo que el crecimiento más rápido es causado por el tamaño del cuerpo o Tenontosaurus es el tamaño máximo de un ornitópodo con una tasa de crecimiento lenta.

## Paleoecología
Ouranosaurus es conocido de la Formación Elrhaz del Grupo Tegama en un área llamada Gadoufaoua, ubicada en Níger. Solo se han encontrado dos esqueletos en su mayoría completos y hasta 3 individuos adicionales. La Formación Elrhaz consiste principalmente en areniscas fluviales con bajo relieve, muchas de las cuales están ocultas por dunas de arena. Los sedimentos son de grano grueso a medio, casi sin horizontes de grano fino. Ouranosaurus es de la parte superior de la formación, probablemente de edad Aptian. Probablemente vivió en hábitats dominados por llanuras de inundación tierra adentro, una zona ribereña.
junto con el iguanodontiano Lurdusaurus, el saurópodo rebaquiosáuridoNigersaurus fue el megaherbívoro más numeroso. Otros herbívoros de la misma formación incluyen a Ouranosaurus , Elrhazosaurus y un titanosauriano sin nombre. También vivió junto a los terópodos Kryptops, Suchomimus, Eocarcharia y Afromimus. Crocodilomorfos como Sarcosuchus, Anatosuchus, Araripesuchus y Stolokrosuchus también vivían allí. Además, se han encontrado restos de un pterosaurio, quelonios , peces, un tiburón hibodonte y bivalvos de agua dulce. La hierba no evolucionó hasta finales del Cretácico.